# Lijst van personen overleden in 1978
Dit is een lijst van personen die zijn overleden in 1978.

## Januari

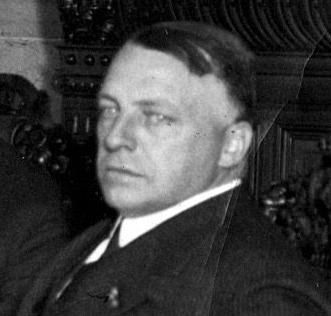
L.N. Deckers
1 januari

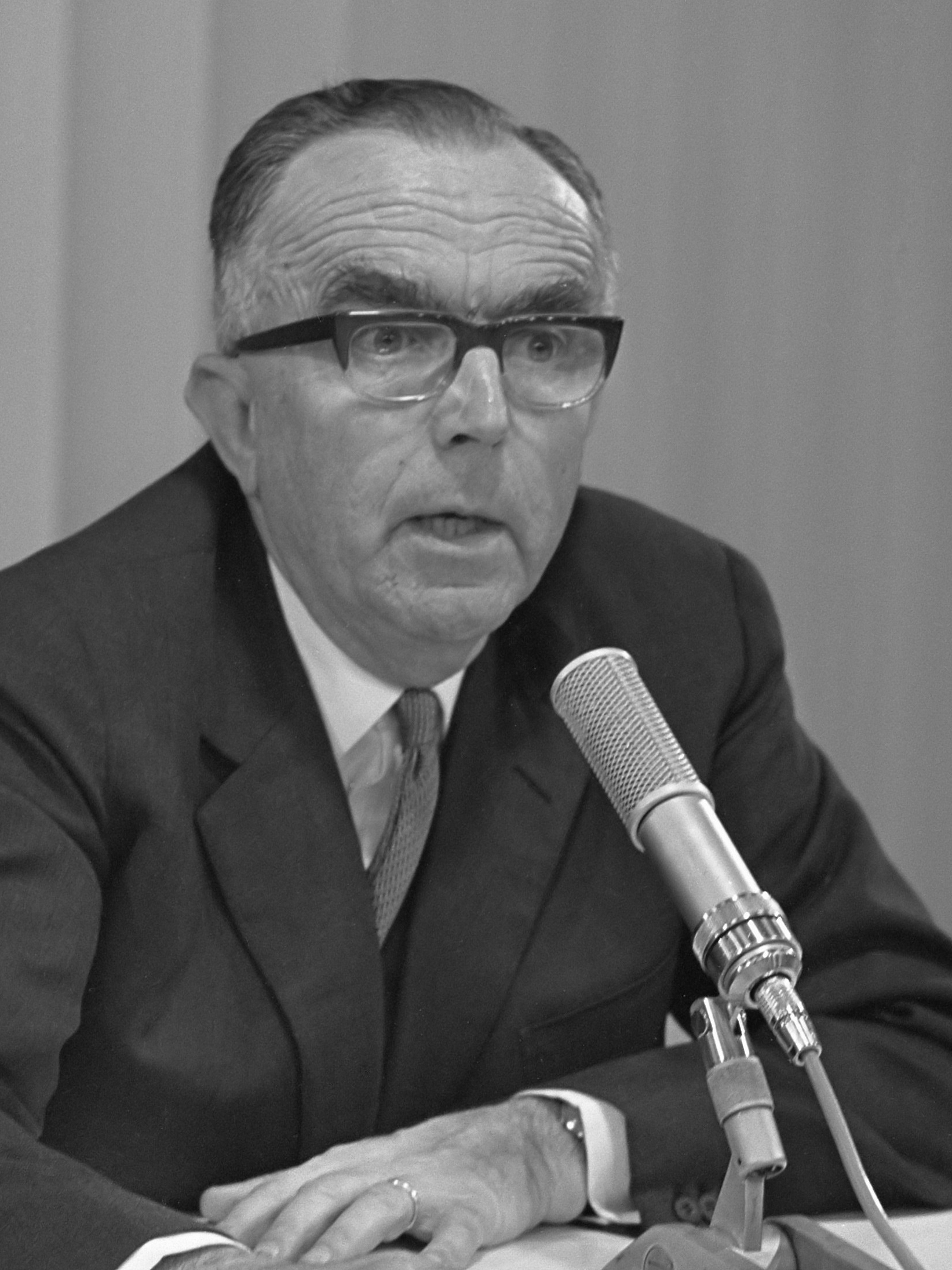
Willem Bruynzeel
4 januari

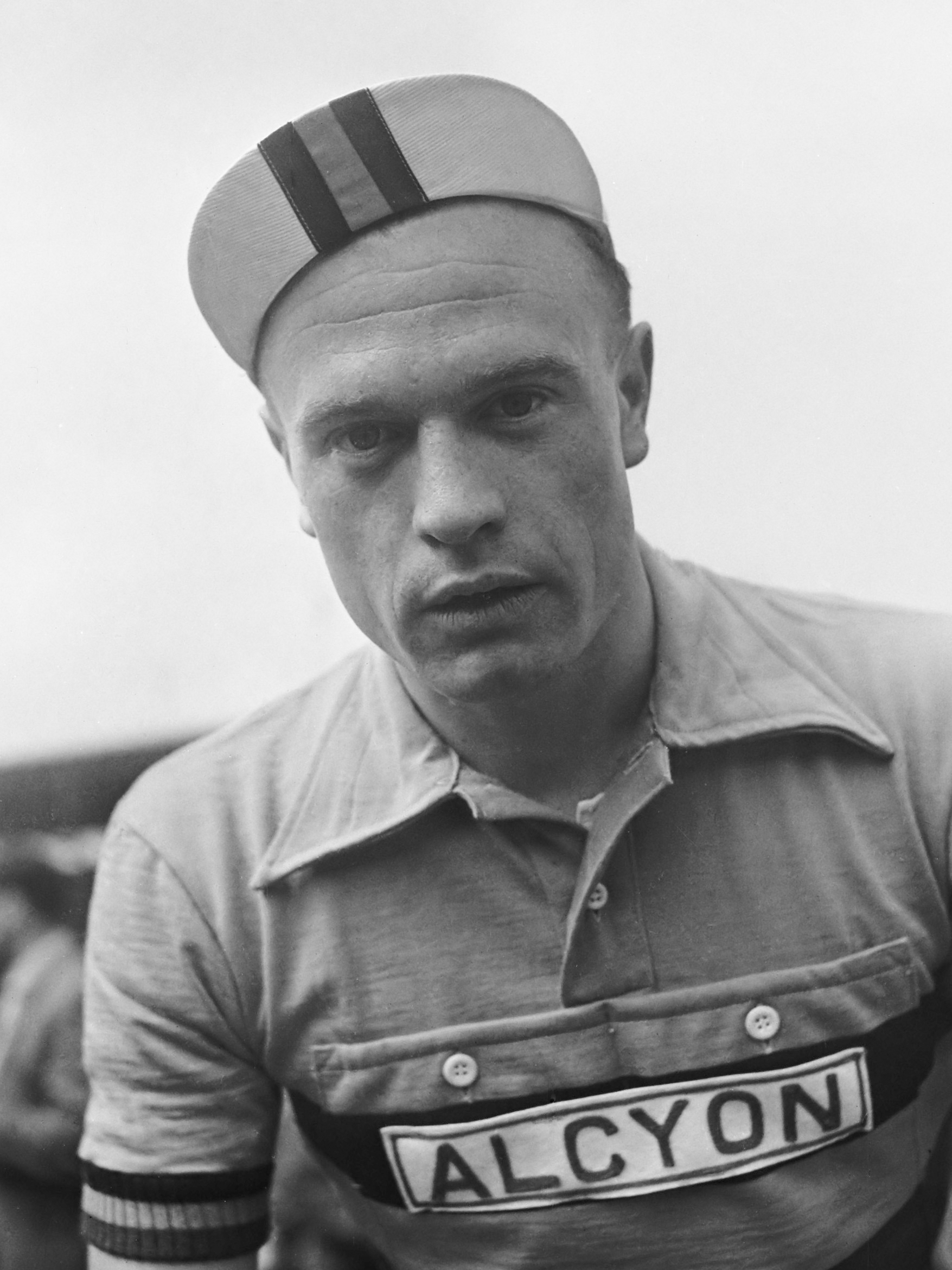
Germain Derycke
13 januari

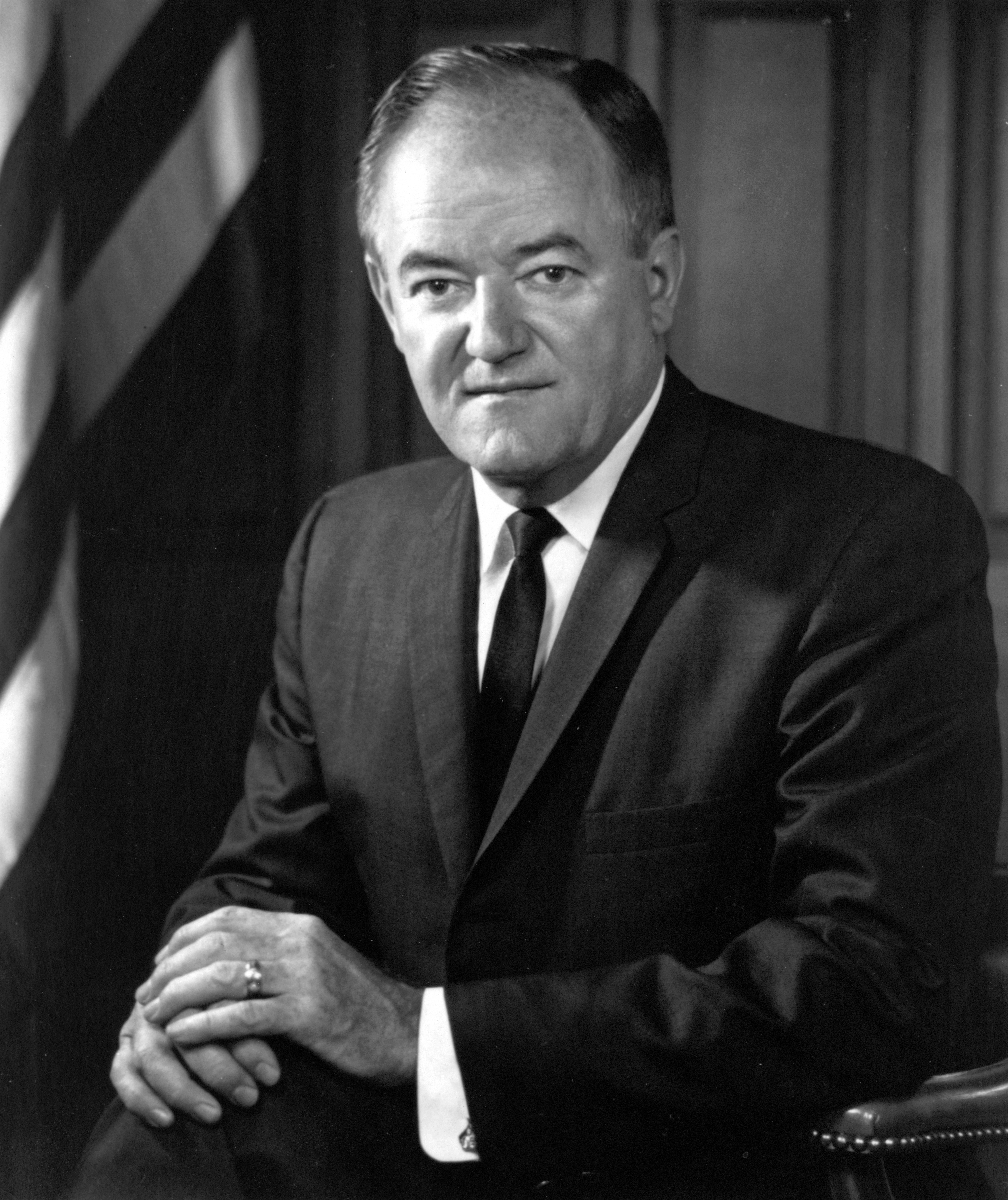
Hubert Humphrey
13 januari

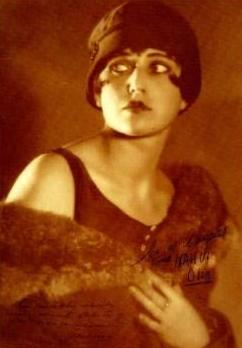
Carmen Mondragón
23 januari

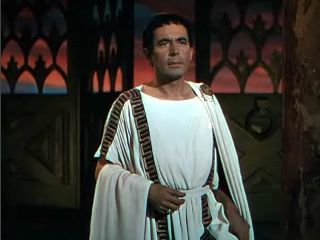
Leo Genn
26 januari

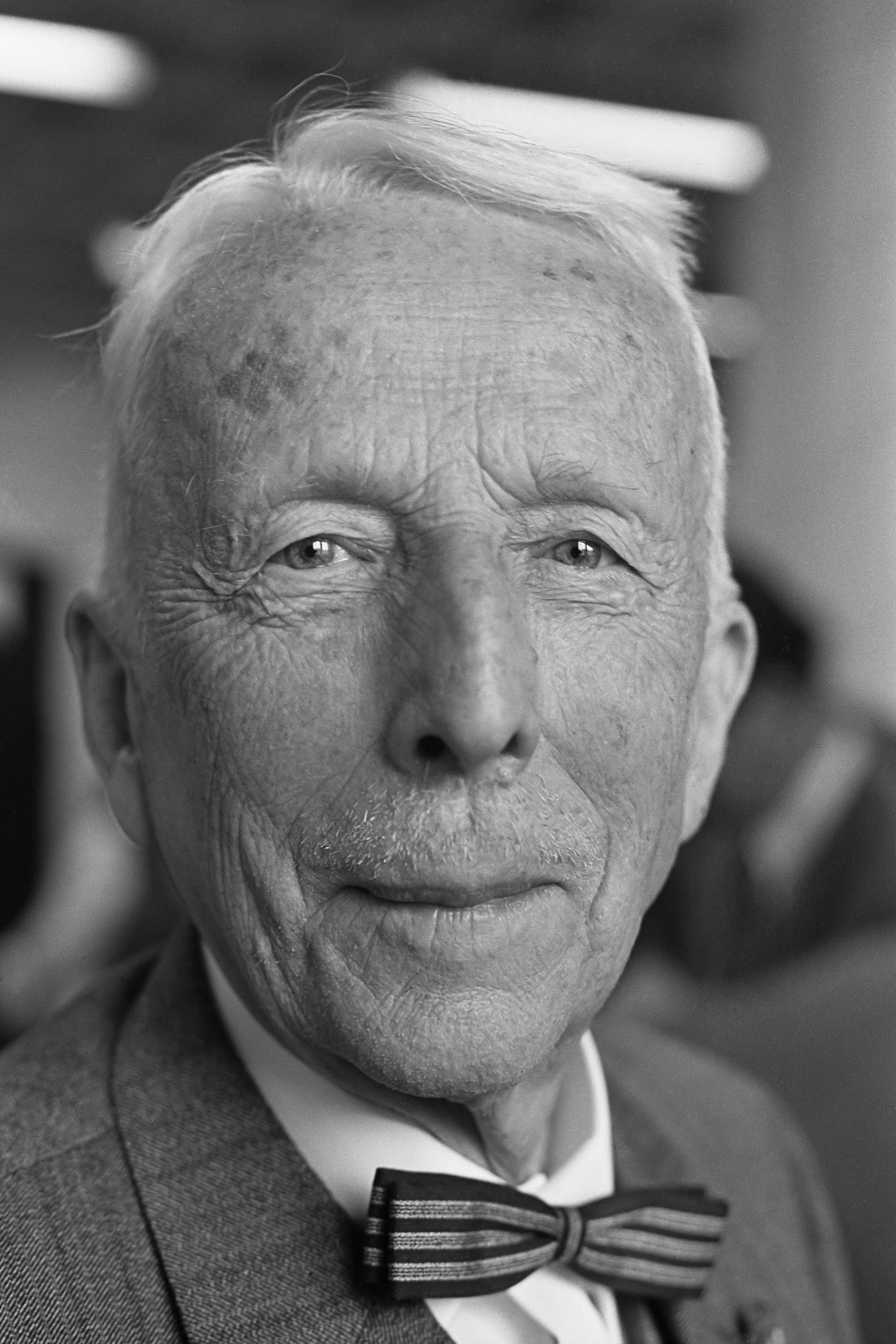
Vincent W. van Gogh
28 januari

| 1 | 2 | 3 | 4 | 5 | 6 | 7 | 8 | 9 | 10 | 11 | 12 | 13 | 14 | 15 | 16 | 17 | 18 | 19 | 20 | 21 | 22 | 23 | 24 | 25 | 26 | 27 | 28 | 29 | 30 | 31 |
| - | - | - | - | - | - | - | - | - | -- | -- | -- | -- | -- | -- | -- | -- | -- | -- | -- | -- | -- | -- | -- | -- | -- | -- | -- | -- | -- | -- |

### 1 januari
- Laurentius Nicolaas Deckers (94), Nederlands politicus

### 2 januari
- Cyril King (56), gouverneur van de Amerikaanse Maagdeneilanden

### 3 januari
- Iwan Poustochkine (59), Nederlands jazzmuzikant

### 4 januari
- Willem Bruynzeel (76), Nederlands ondernemer
- Lambert Yzermans (74), Belgisch kunstschilder

### 5 januari
- Hans Blume (90), Nederlands voetballer

### 6 januari
- Burt Munro (78), Nieuw-Zeelands motorcoureur

### 8 januari
- André François-Poncet (90), Frans diplomaat en politicus

### 9 januari
- Gilbert Arthur Briggs (87), Brits ingenieur
- Cornelia La Fors-van Geel (109), oudste inwoner van Nederland

### 10 januari
- Don Gillis (65), Amerikaans componist, dirigent en radioproducent

### 11 januari
- Michael Bates (57), Brits acteur

### 12 januari
- Duma Nokwe (50), Zuid-Afrikaans advocaat en antiapartheidsactivist

### 13 januari
- Maurice Carême (78), Belgisch schrijver en dichter
- Robert De Man (77), Belgisch politicus
- Germain Derycke (48), Belgisch wielrenner
- Hubert Humphrey (66), Amerikaans politicus

### 14 januari
- Harold Abrahams (78), Brits atleet
- Kurt Gödel (71), Oostenrijks-Amerikaans wiskundige

### 17 januari
- Antoon Aarts (75), Vlaams priester en schrijver
- Antonia Elisabeth Korvezee (78), Nederlands scheikundige

### 18 januari
- John Lyng (72), Noors politicus

### 21 januari
- Auguste von Seefried auf Buttenheim (78), lid Duitse adel

### 22 januari
- Oliver Leese (83), Brits militair
- Albert de Roos (78), Nederlands politicus

### 23 januari
- Marcel Durry (82), Frans latinist
- Carmen Mondragón (84), Mexicaans dichteres, model en kunstschilderes

### 24 januari
- Georges Perros (54), Frans schrijver
- Georges Speicher (70), Frans wielrenner

### 25 januari
- Willem Voorbeijtel Cannenburg (94), Nederlands schrijver en museumdirecteur

### 26 januari
- Leo Genn (72), Brits acteur

### 27 januari
- Sid Castle (72), Engels voetballer en voetbaltrainer

### 28 januari
- Henri Glineur (78), Belgisch politicus
- Vincent Willem van Gogh (87), Nederlands kunstverzamelaar
- Arnold Hauser (85), Hongaars kunsthistoricus

### 30 januari
- Ermanno Vallazza (78), Italiaans wielrenner

## Februari

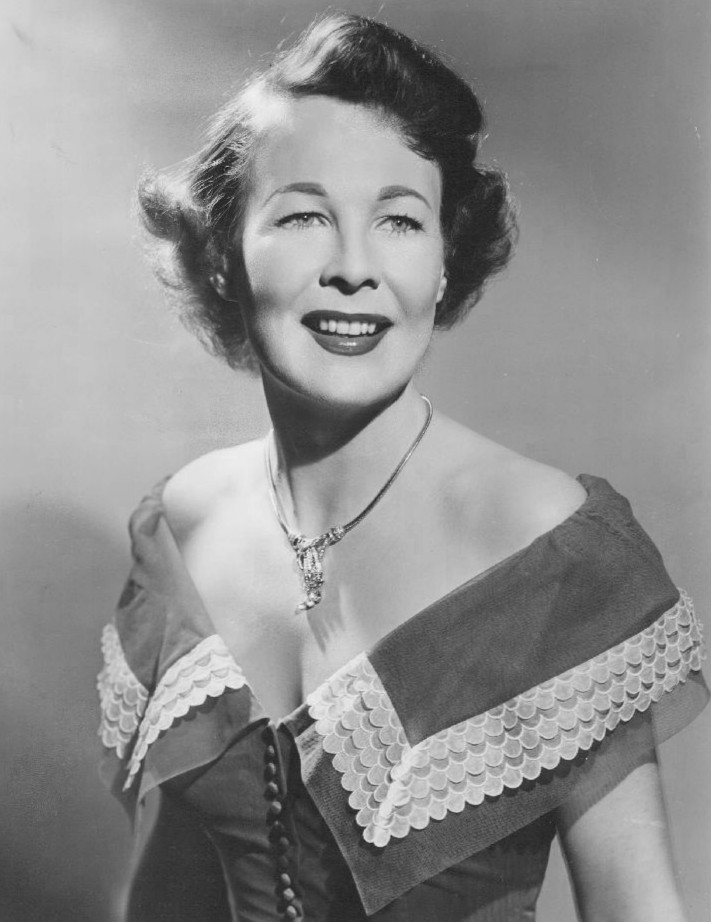
Wendy Barrie
2 februari

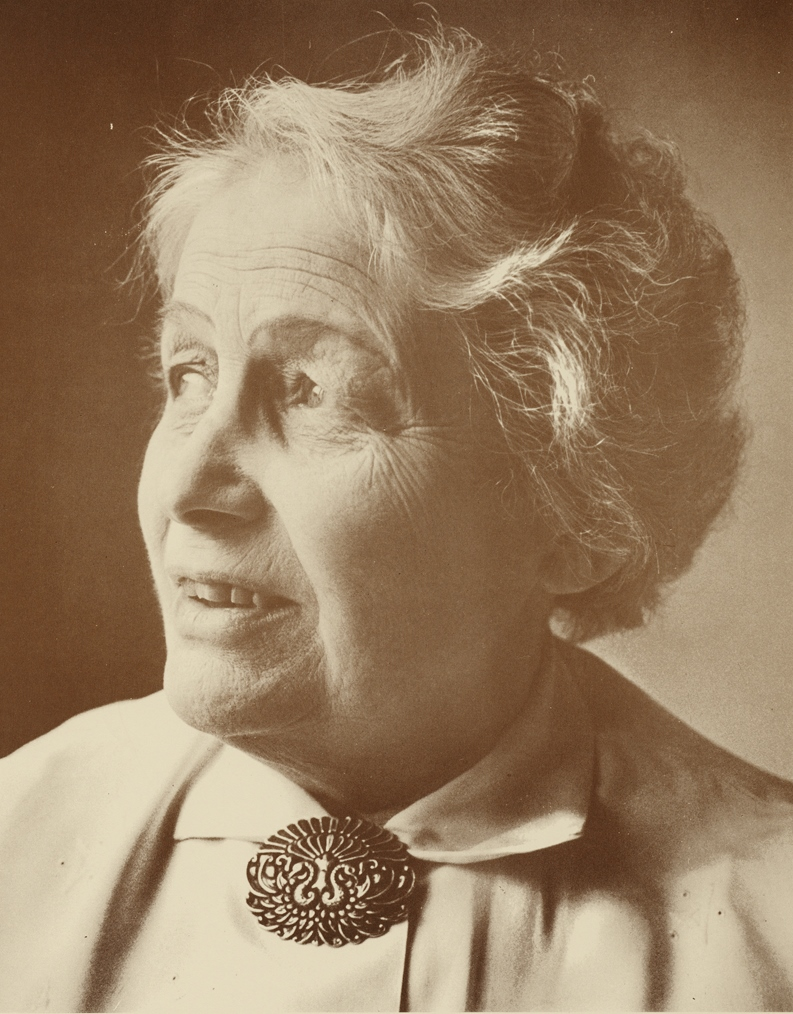
Annie Romein-Verschoor
5 februari

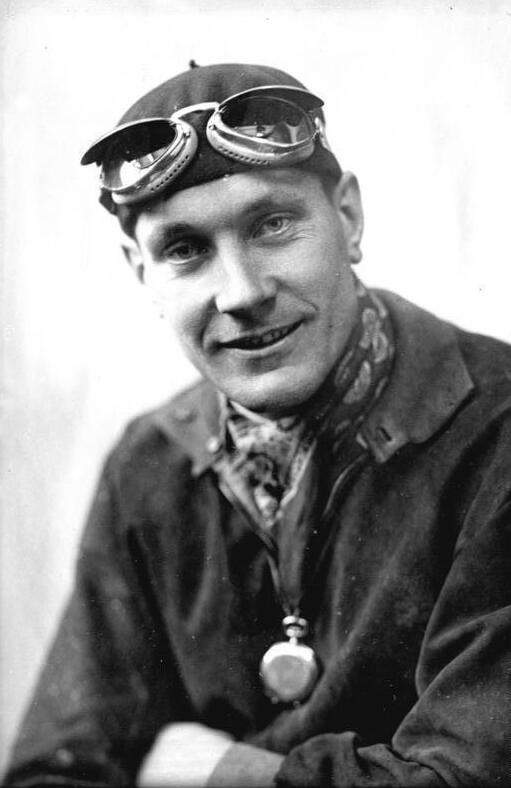
Hans Stuck
9 februari

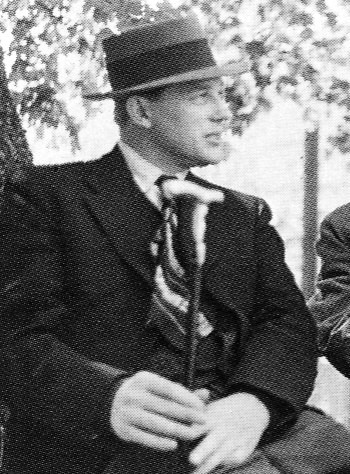
Harry Martinson
11 februari

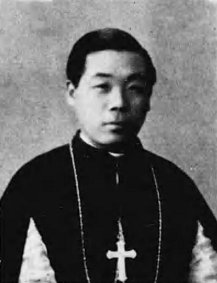
Paul Yoshigoro Taguchi
23 februari

| 1 | 2 | 3 | 4 | 5 | 6 | 7 | 8 | 9 | 10 | 11 | 12 | 13 | 14 | 15 | 16 | 17 | 18 | 19 | 20 | 21 | 22 | 23 | 24 | 25 | 26 | 27 | 28 |
| - | - | - | - | - | - | - | - | - | -- | -- | -- | -- | -- | -- | -- | -- | -- | -- | -- | -- | -- | -- | -- | -- | -- | -- | -- |

### 2 februari
- Wendy Barrie (65), Brits actrice

### 5 februari
- Annie Romein-Verschoor (83), Nederlands schrijfster en historica
- Frans Van Immerseel (68), Belgisch kunstenaar

### 6 februari
- Victor Barbeaux (64), Belgisch politicus

### 7 februari
- Henri Pavillard (72), Frans voetballer

### 9 februari
- Costante Girardengo (84), Italiaans wielrenner
- Hans Stuck (77), Duits autocoureur

### 11 februari
- Harry Martinson (73), Zweeds schrijver
- Johannes Pesman (74), Nederlands burgemeester

### 12 februari
- Cecilia Callebert (93), Belgisch pianiste en componiste

### 14 februari
- Martha May Eliot (86), Amerikaans arts
- Willem Hoefnagels (48), Nederlands politicus

### 17 februari
- Paul Briët (84), Nederlands architect

### 18 februari
- Maggie McNamara (48), Amerikaans actrice en fotomodel

### 19 februari
- Don Sahlin (49), Amerikaans poppenmaker
- Paul Servais (63), Belgisch politicus

### 21 februari
- Johan Dijkstra (81), Nederlands kunstenaar
- Léon Hannotte (55), Belgisch politicus

### 22 februari
- Rik Larnoe (80), Belgisch voetballer

### 23 februari
- Marcel Louette (70), Belgisch verzetsstrijder
- Albert Peeters (79), Belgisch politicus
- Paul Yoshigoro Taguchi (75), Japans kardinaal

### 24 februari
- Ed Krekelberg (64), Nederlands geestelijke en activist
- Rik Larnoe (80), Belgisch voetballer

### 26 februari
- Guus Zeegers (72), Nederlands atleet

### 28 februari
- Pol Dom (92), Belgisch kunstenaar
- Eric Frank Russell (73), Brits schrijver

## Maart

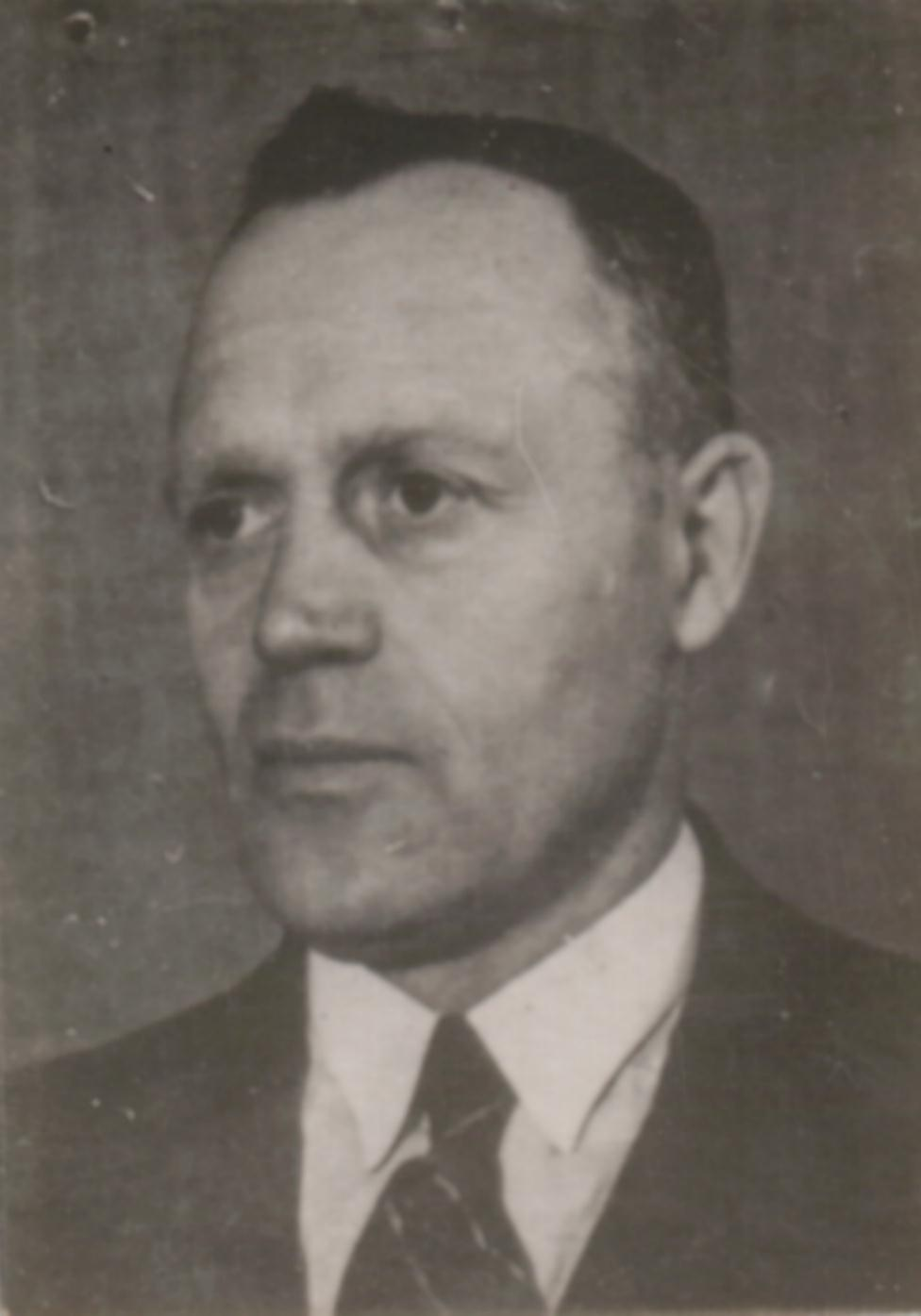
Jan Herder
7 maart

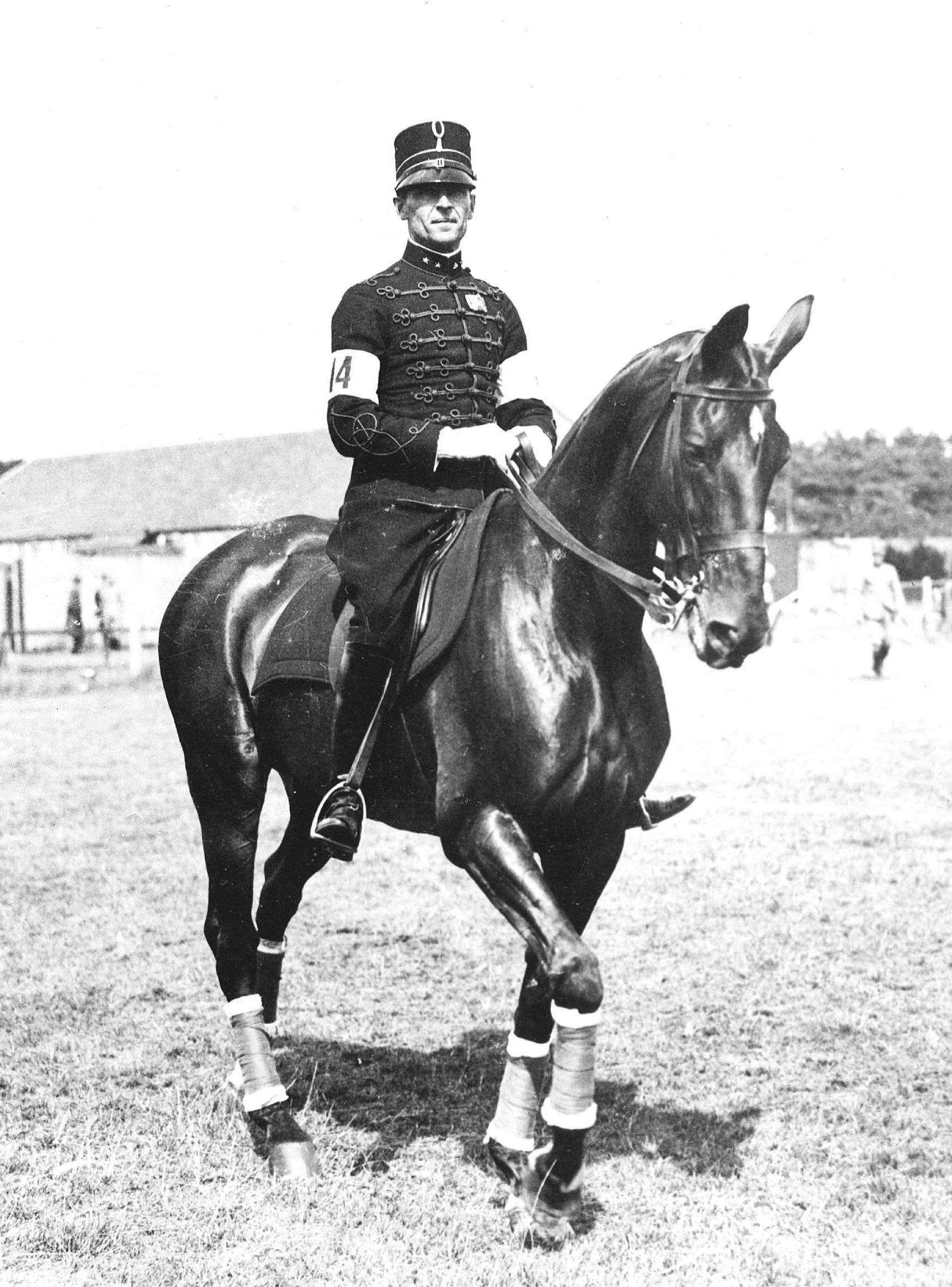
Dolf van der Voort van Zijp
8 maart

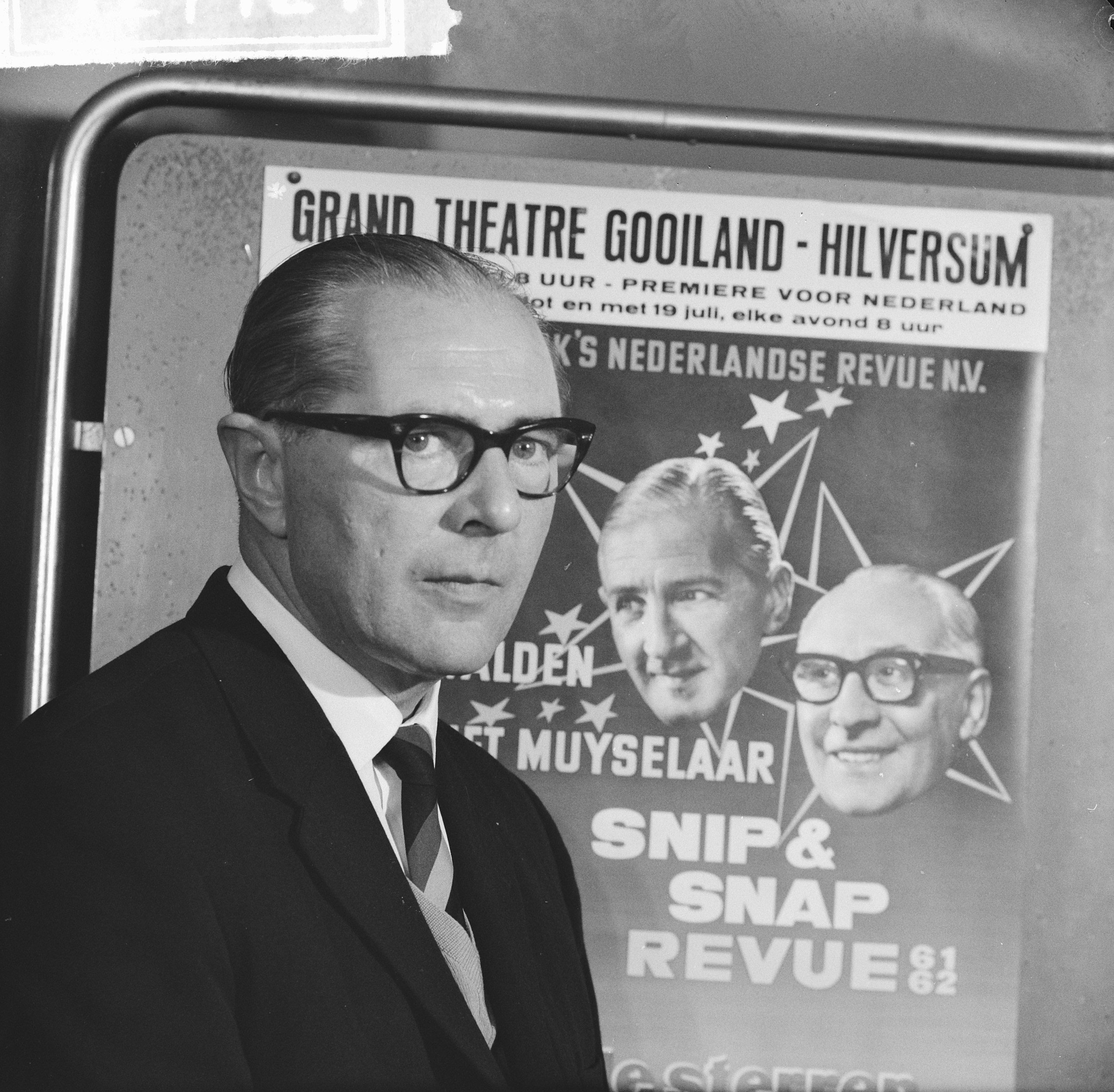
René Sleeswijk
18 maart

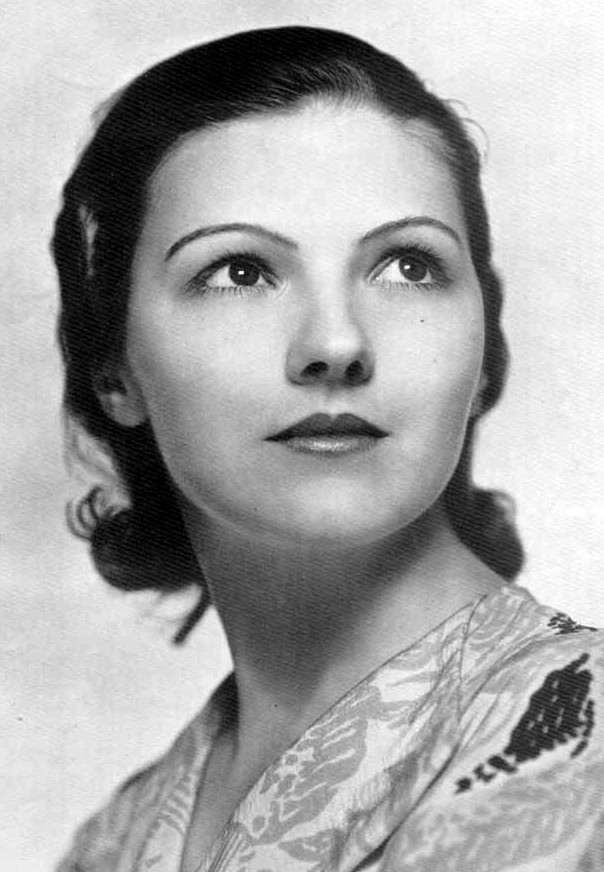
Astrid Allwyn
31 maart

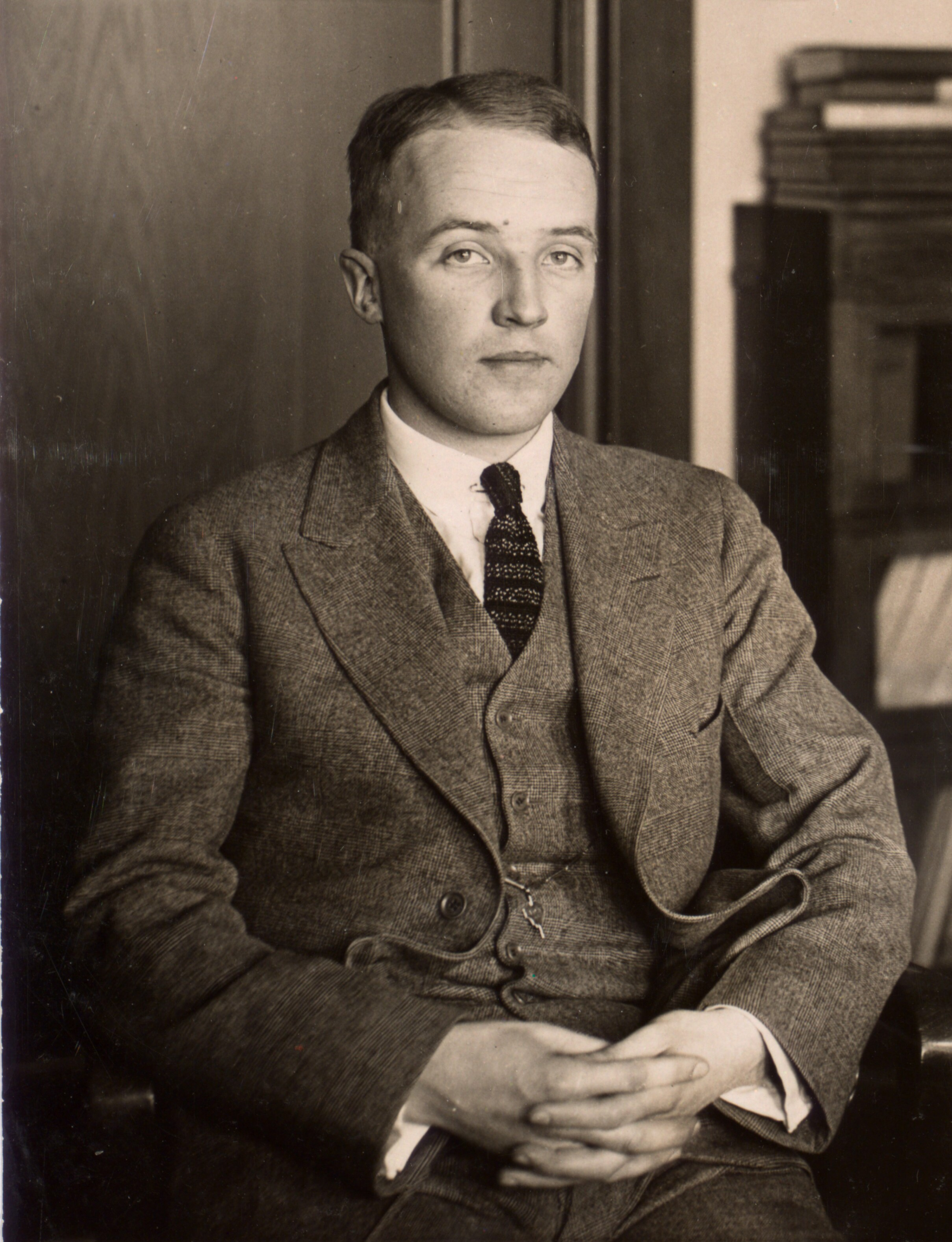
Charles Best
31 maart

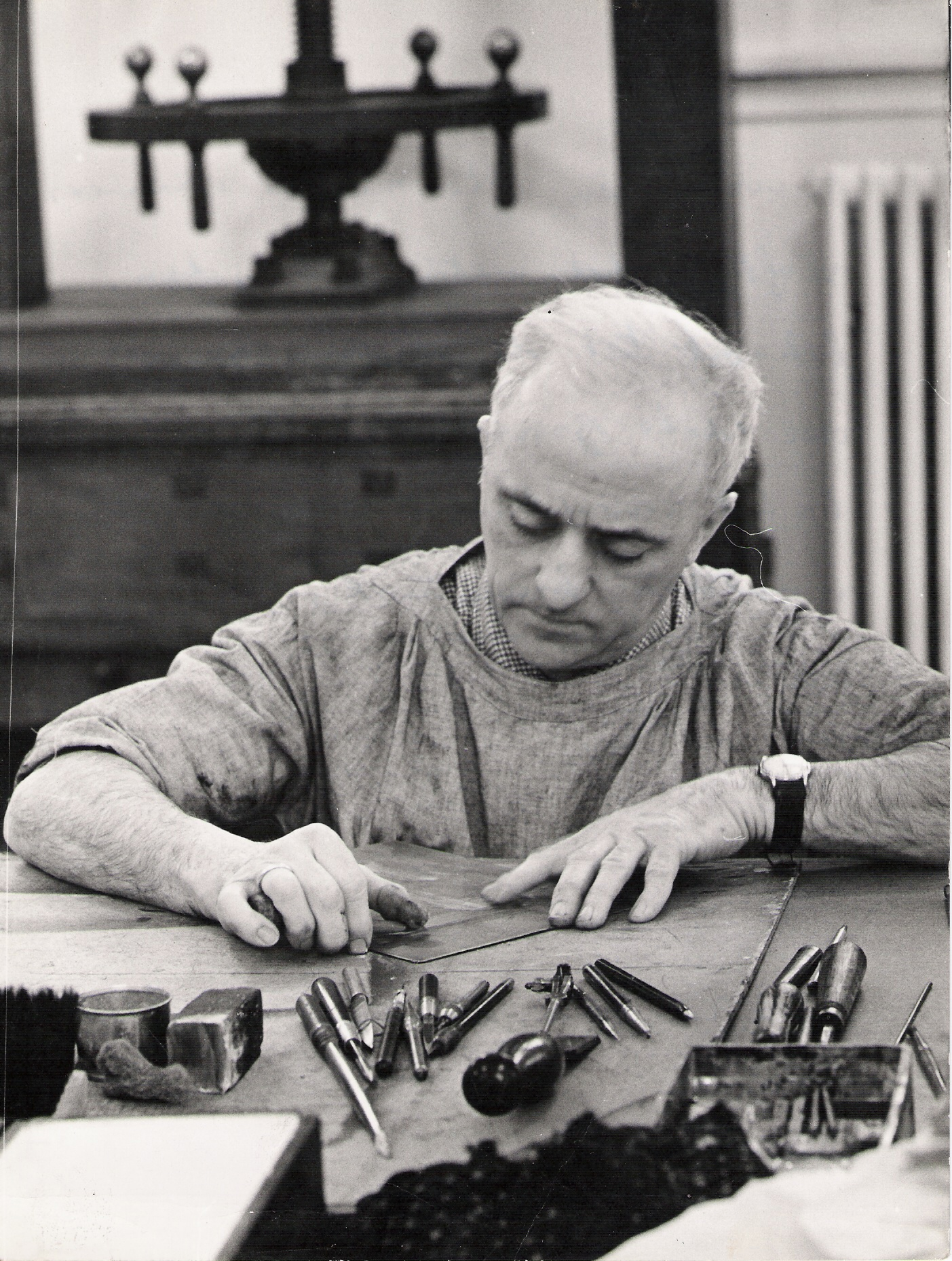
René De Coninck
31 maart

| 1 | 2 | 3 | 4 | 5 | 6 | 7 | 8 | 9 | 10 | 11 | 12 | 13 | 14 | 15 | 16 | 17 | 18 | 19 | 20 | 21 | 22 | 23 | 24 | 25 | 26 | 27 | 28 | 29 | 30 | 31 |
| - | - | - | - | - | - | - | - | - | -- | -- | -- | -- | -- | -- | -- | -- | -- | -- | -- | -- | -- | -- | -- | -- | -- | -- | -- | -- | -- | -- |

### 5 maart
- Cesare Andrea Bixio (81), Italiaans componist

### 6 maart
- Jan Eekhout (78), Nederlands dichter, schrijver en vertaler

### 7 maart
- Jan Herder (88), Nederlands publicist en politicus
- Rudolf Schoeller (75), Zwitsers autocoureur

### 8 maart
- Tjeerd Bottema (94), Nederlands schilder, tekenaar en boekbandontwerper
- Roy Harrod (78), Brits econoom
- Dolf van der Voort van Zijp (85), Nederlands ruiter

### 11 maart
- Claude François (39), Frans zanger

### 12 maart
- John Cazale (42), Amerikaans acteur
- Dutch Schaefer (62), Amerikaans autocoureur

### 14 maart
- Antonius Kuys (74), Nederlands wielrenner
- Pieter Oosterhoff (73), Nederlands astronoom

### 17 maart
- Malvina Reynolds (77), Amerikaans zangeres en activiste
- Giacomo Violardo (79), Italiaans kardinaal

### 18 maart
- Piet Lentz (72), Nederlands cellist
- René Sleeswijk sr. (70), Nederlands theaterproducent

### 19 maart
- Gaston Julia (85), Frans wiskundige
- Johannes Cornelis Roelandse (89), Nederlands kunstschilder
- Carlos Torre Repetto (72), Mexicaans schaker

### 20 maart
- Pieter Geraedts (66), Nederlands kunstenaar
- Wilhelm Neveling (70), Duits architect

### 21 maart
- Émile Bulteel (71), Frans waterpolospeler

### 22 maart
- Jan de Landgraaf (57), Nederlands verzetsstrijder

### 24 maart
- Henri Maisse (68), Belgisch politicus

### 27 maart
- Sverre Farstad (58), Noors schaatser

### 28 maart
- Andreas Clercx (91), Belgisch politicus
- Wadi Haddad (50), Palestijns terrorist
- Money Johnson (60), Amerikaanse jazztrompettist

### 29 maart
- Eugène Schaus (62), Luxemburgs politicus

### 31 maart
- Astrid Allwyn (72),  Amerikaanse actrice
- Charles Best (79), Canadees medisch onderzoeker
- René De Coninck (71), Belgisch kunstschilder, illustrator en graficus
- Romain Gijssels (71), Belgisch wielrenner

## April

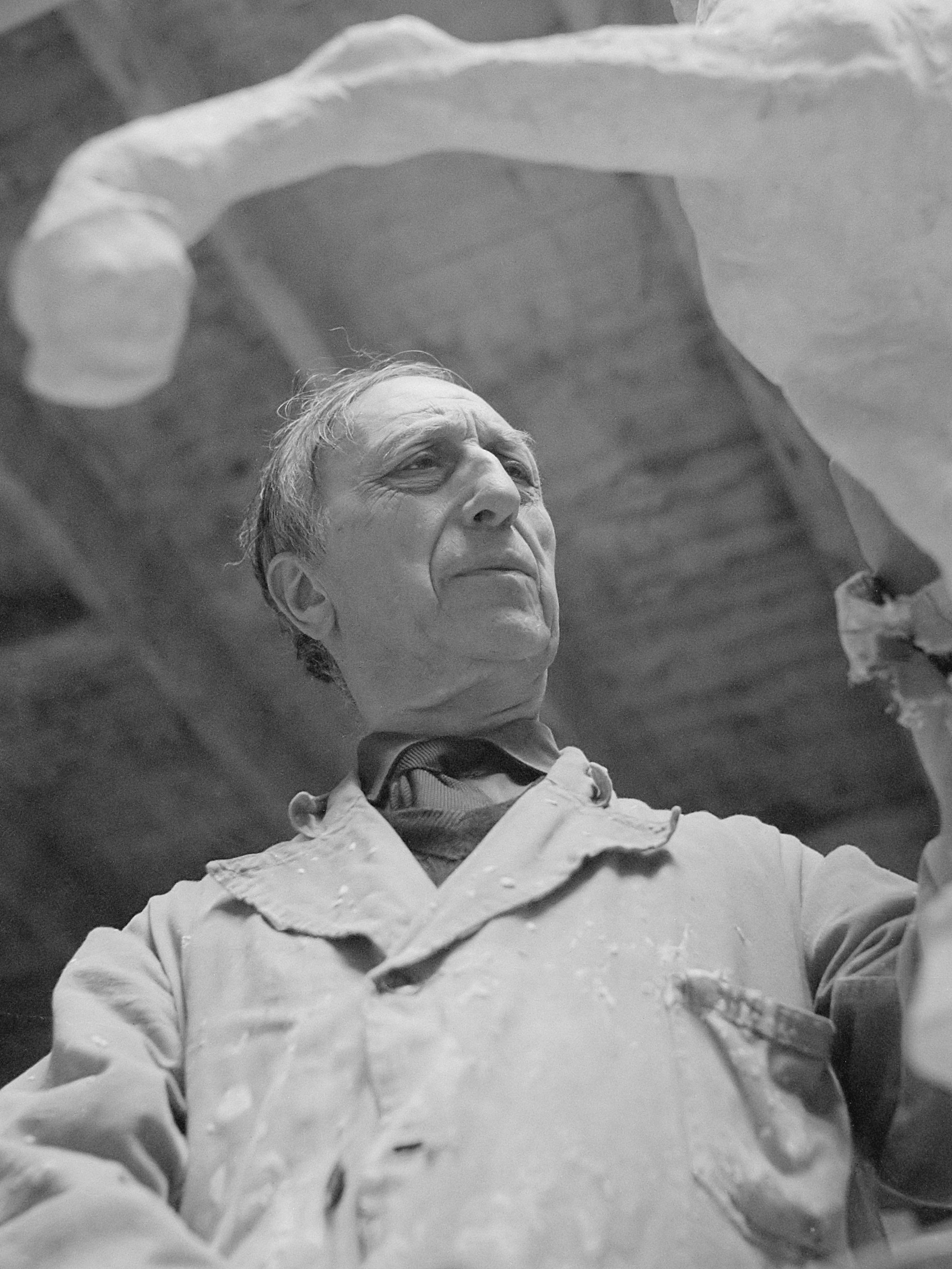
Albert Termote
13 april

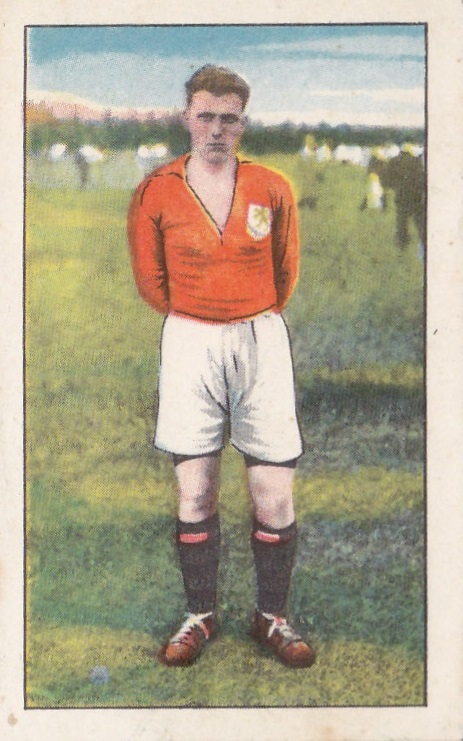
Mauk Weber
14 april

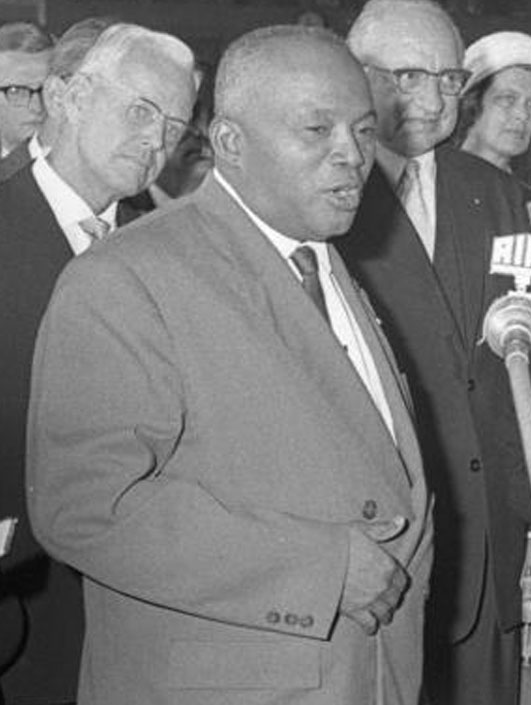
Philibert Tsiranana
16 april

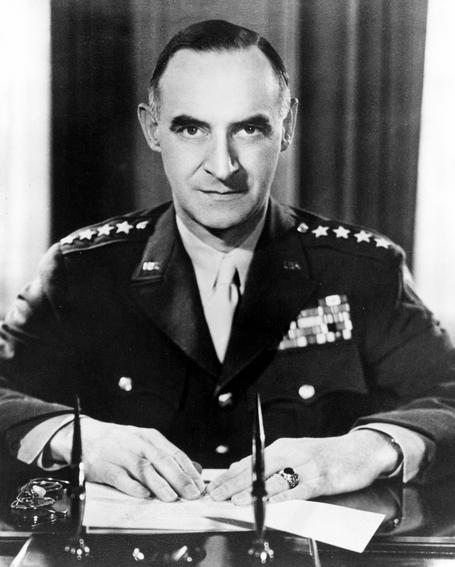
Lucius Clay
16 april

| 1 | 2 | 3 | 4 | 5 | 6 | 7 | 8 | 9 | 10 | 11 | 12 | 13 | 14 | 15 | 16 | 17 | 18 | 19 | 20 | 21 | 22 | 23 | 24 | 25 | 26 | 27 | 28 | 29 | 30 |
| - | - | - | - | - | - | - | - | - | -- | -- | -- | -- | -- | -- | -- | -- | -- | -- | -- | -- | -- | -- | -- | -- | -- | -- | -- | -- | -- |

### 2 april
- Leo Elaut (80), Belgisch politicus

### 6 april
- Nicolas Nabokov (74), Russisch-Amerikaans componist en schrijver
- Hans van Wiechen (63), Nederlands medicus

### 8 april
- H.J.J.M. van Straelen (82), Nederlands geestelijke

### 9 april
- René Carol (57), Duits zanger
- Hendrik Jacob Doude van Troostwijk (80), Nederlands burgemeester

### 10 april
- Charles-Victor Bracht (63), Belgisch ondernemer

### 13 april
- Albert Termote (91), Belgisch-Nederlands beeldhouwer

### 14 april
- F.R. Leavis (82), Brits literatuurcriticus
- Mauk Weber (64), Nederlands voetballer

### 15 april
- Willem Janssens (76), Belgisch politicus
- Marcel Edmond Naegelen (86), Frans politicus
- Jakob Trip (59), Nederlands politicus

### 16 april
- Lucius Clay (80), Amerikaans militair leider
- Richard Lindner (76), Amerikaans kunstschilder
- Philibert Tsiranana (65), president van Madagaskar

### 17 april
- Jean Terfve (71), Belgisch politicus

### 18 april
- Rudolf Bonnet (83), Nederlands kunstenaar

### 20 april
- René Vandervoodt (79), Belgisch kunstschilder en muzikant

### 21 april
- Sandy Denny (30), Brits zangeres

### 22 april
- Will Geer (76), Amerikaans acteur
- Muus Visser (61), Nederlands burgemeester

### 24 april
- Carel Rijken (90),  Nederlands acteur
- Lode Janssens (64), Belgisch wielrenner

### 28 april
- Daoed Khan (68), president van Afghanistan
- Philip Neame (89), Brits militair

### 29 april
- Liane Augustin (49), Duits-Oostenrijks zangeres en actrice
- Albert Grégoire (63), Belgisch politicus
- Theo Helfrich (64), Duits autocoureur

## Mei

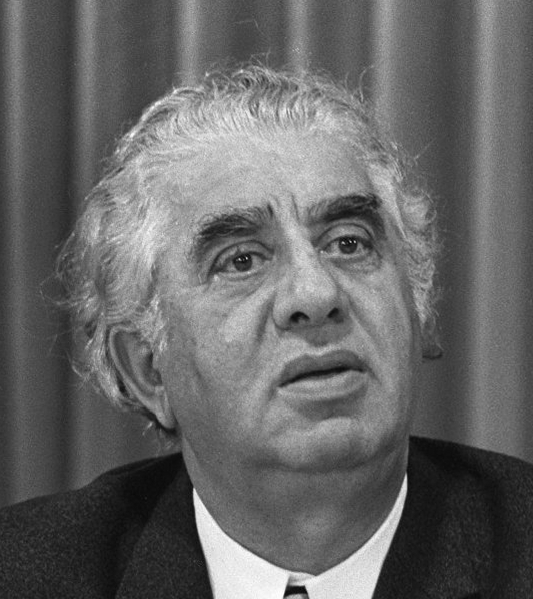
Aram Chatsjatoerjan
1 mei

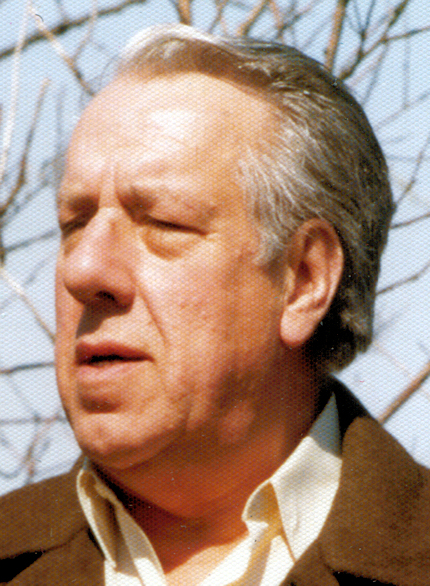
Ko van Dijk jr.
6 mei

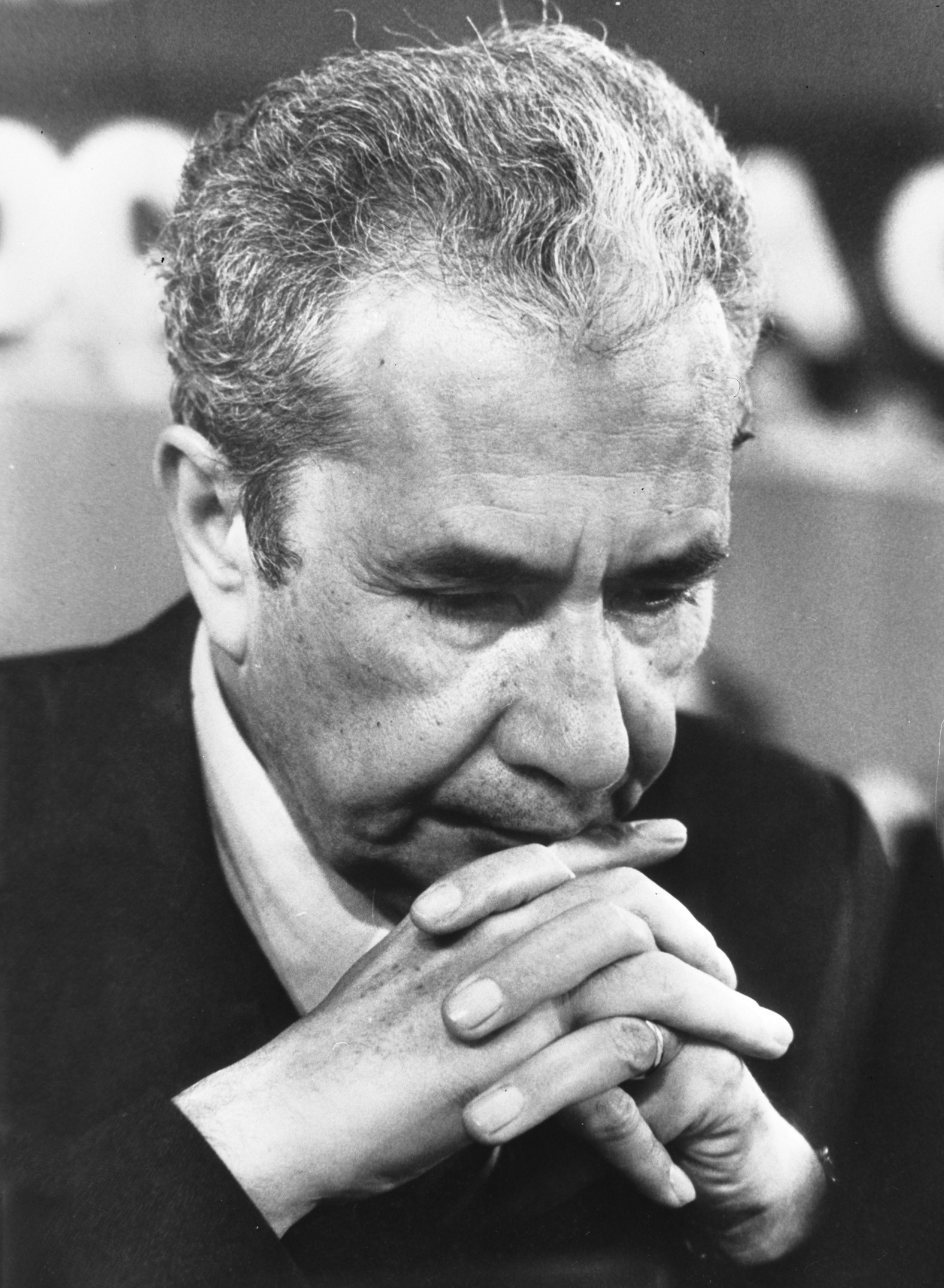
Aldo Moro
9 mei

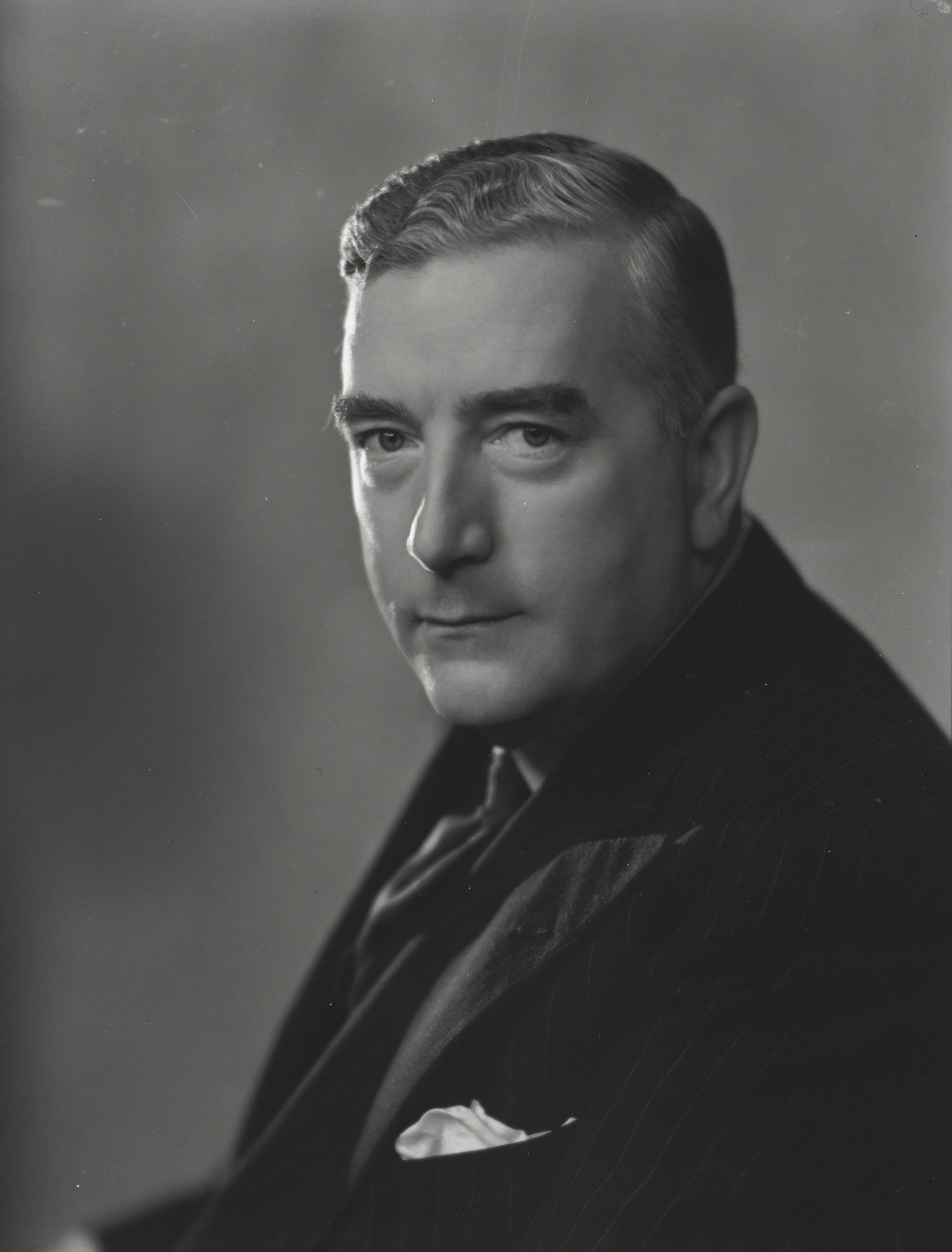
Robert Menzies
15 mei

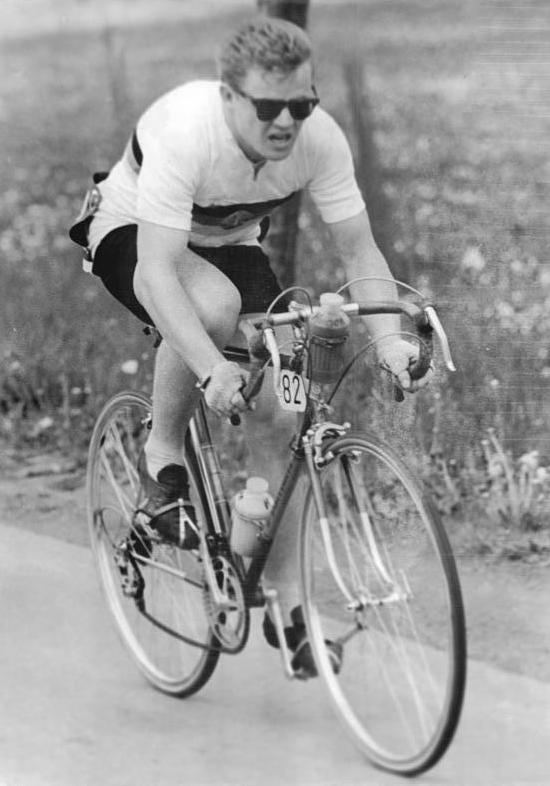
Erich Hagen
26 mei

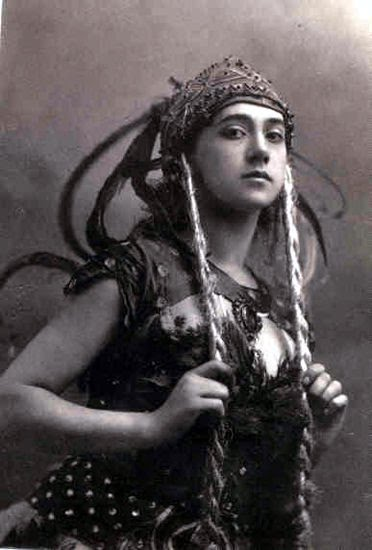
Tamara Karsavina
26 mei

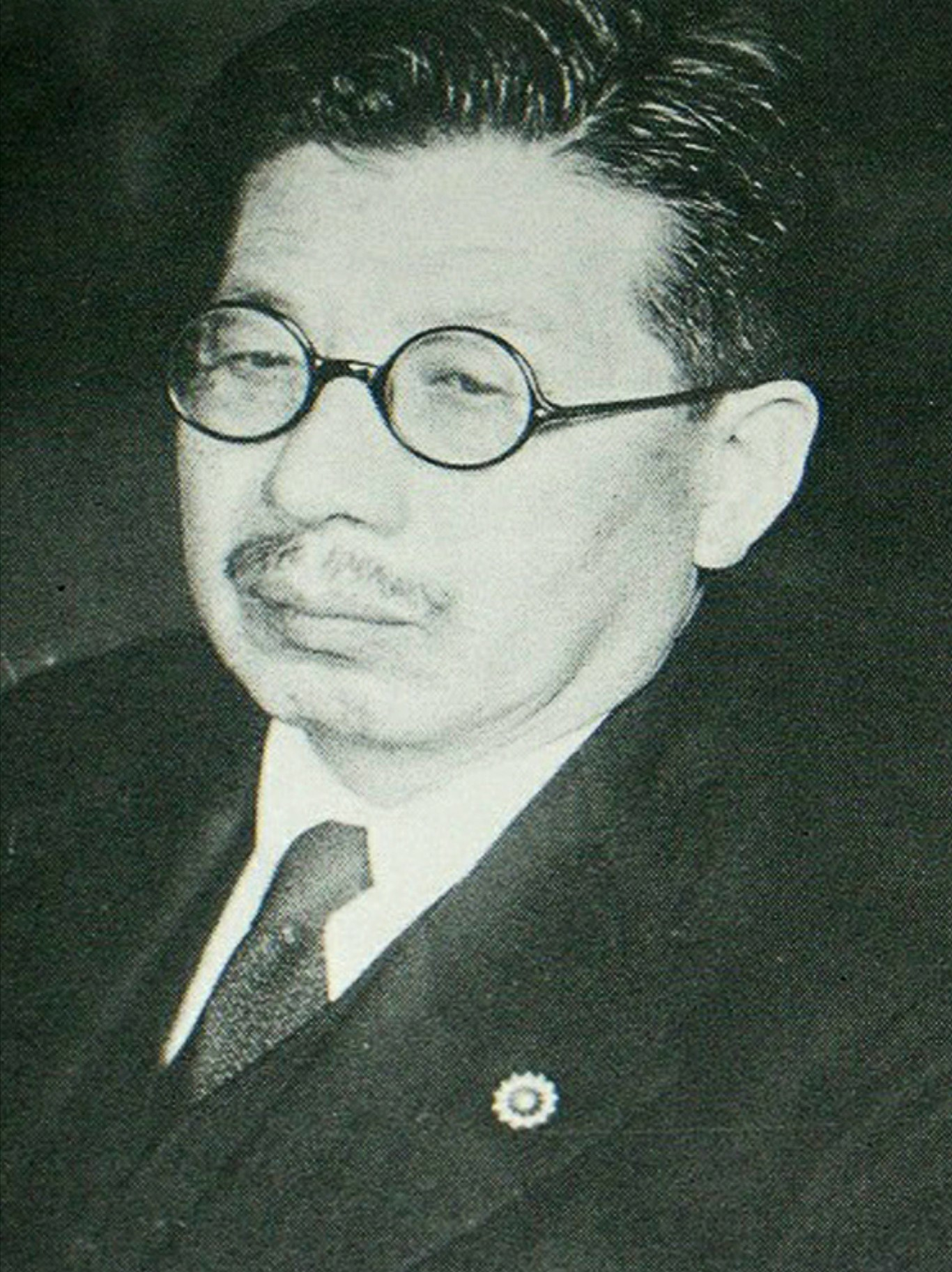
Tetsu Katayama
29 mei

| 1 | 2 | 3 | 4 | 5 | 6 | 7 | 8 | 9 | 10 | 11 | 12 | 13 | 14 | 15 | 16 | 17 | 18 | 19 | 20 | 21 | 22 | 23 | 24 | 25 | 26 | 27 | 28 | 29 | 30 | 31 |
| - | - | - | - | - | - | - | - | - | -- | -- | -- | -- | -- | -- | -- | -- | -- | -- | -- | -- | -- | -- | -- | -- | -- | -- | -- | -- | -- | -- |

### 1 mei
- Aram Chatsjatoerjan (74), Armeens-Russisch componist en cellist
- Jaap van Leeuwen (86), Nederlands verzetsstrijder

### 2 mei
- Trump Davidson (69), Amerikaans jazzmusicus

### 3 mei
- Wim van Doorne (71), Nederlands industrieel

### 4 mei
- Maurice Devriendt (83), Belgisch politicus

### 5 mei
- Aleksandr Arefiev (46), Russisch kunstschilder
- Emilio Cinense (66), Filipijns bisschop

### 6 mei
- Ethelda Bleibtrey (76), Amerikaans zwemster
- Ko van Dijk jr. (61), Nederlands acteur en regisseur
- Piet Muijselaar (78), Nederlands revueartiest
- Jean-René Quignard (90), Frans componist

### 8 mei
- Duncan Grant (93), Brits kunstschilder

### 9 mei
- George Maciunas (46), Amerikaans kunstenaar
- Aldo Moro (61), Italiaans politicus
- Gabriel Ramanantsoa (72), president van Madagaskar

### 11 mei
- Clinge Doorenbos (93), Nederlands liedjesschrijver, cabaretier en zanger
- Jacques Ickx (68), Belgisch motorcoureur en journalist

### 12 mei
- Lucien De Bruyne (76), Belgisch geestelijke en archeoloog

### 13 mei
- Willy Boers (72), Nederlands kunstschilder
- Henk Mulders (73), Nederlands voetballer

### 14 mei
- Henri Chapron (91), Frans carrosseriebouwer

### 15 mei
- Robert Menzies (83), Australisch politicus
- Kors Monster (59), Nederlands componist

### 18 mei
- Frits Albrecht (73), Nederlands burgemeester

### 19 mei
- Teddy Hill (68), Amerikaans jazzmusicus

### 20 mei
- Dick Been (63), Nederlands voetballer
- Auguste Collart (87), Luxemburgs politicus

### 21 mei
- Jo Spier (77), Nederlands illustrator

### 22 mei
- Bernd Eistert (75), Duits chemicus
- Aubrey Fitch (94), Amerikaans militair
- Benedict Nicolson (63), Brits kunsthistoricus

### 25 mei
- Johannes Mastenbroek (75), Nederlands voetbalcoach

### 26 mei
- Erich Hagen (41), Duits wielrenner
- Tamara Karsavina (93), Russische ballerina

### 28 mei
- Arthur Brough (73), Brits acteur

### 29 mei
- Joeri Dombrovski (69), Russisch schrijver
- Tetsu Katayama (90), Japans politicus
- Franz Schaffranke (72), Tsjechisch componist

### 31 mei
- József Bozsik (52), Hongaars voetballer
- Josep Gonzalvo (58), Spaans voetballer en voetbaltrainer
- Hannah Höch (88), Duits kunstenares

## Juni

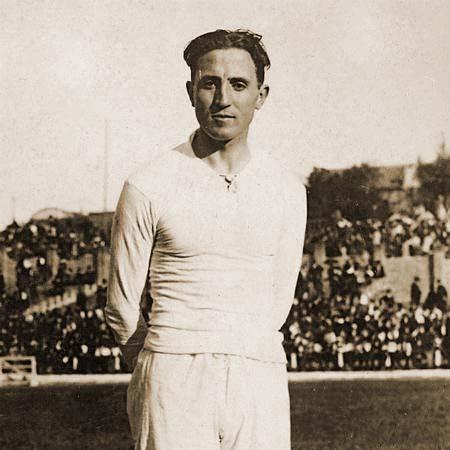
Santiago Bernabéu
2 juni

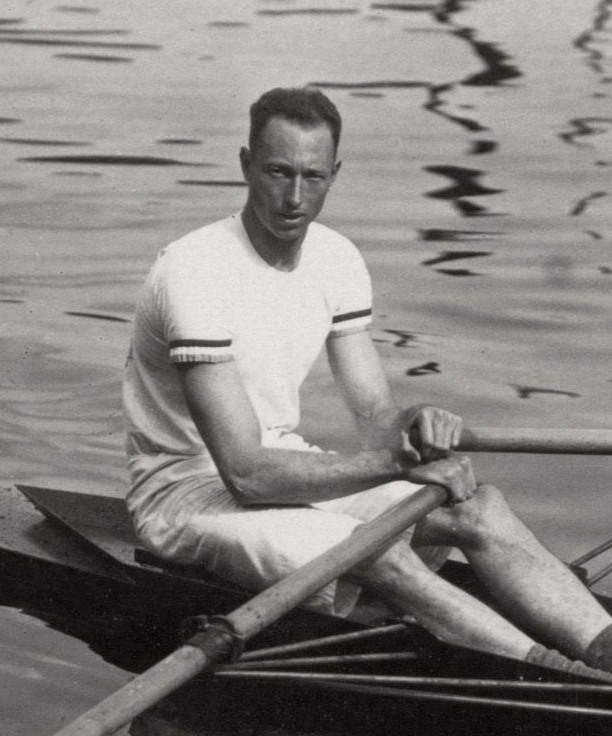
Frits Eijken
6 juni

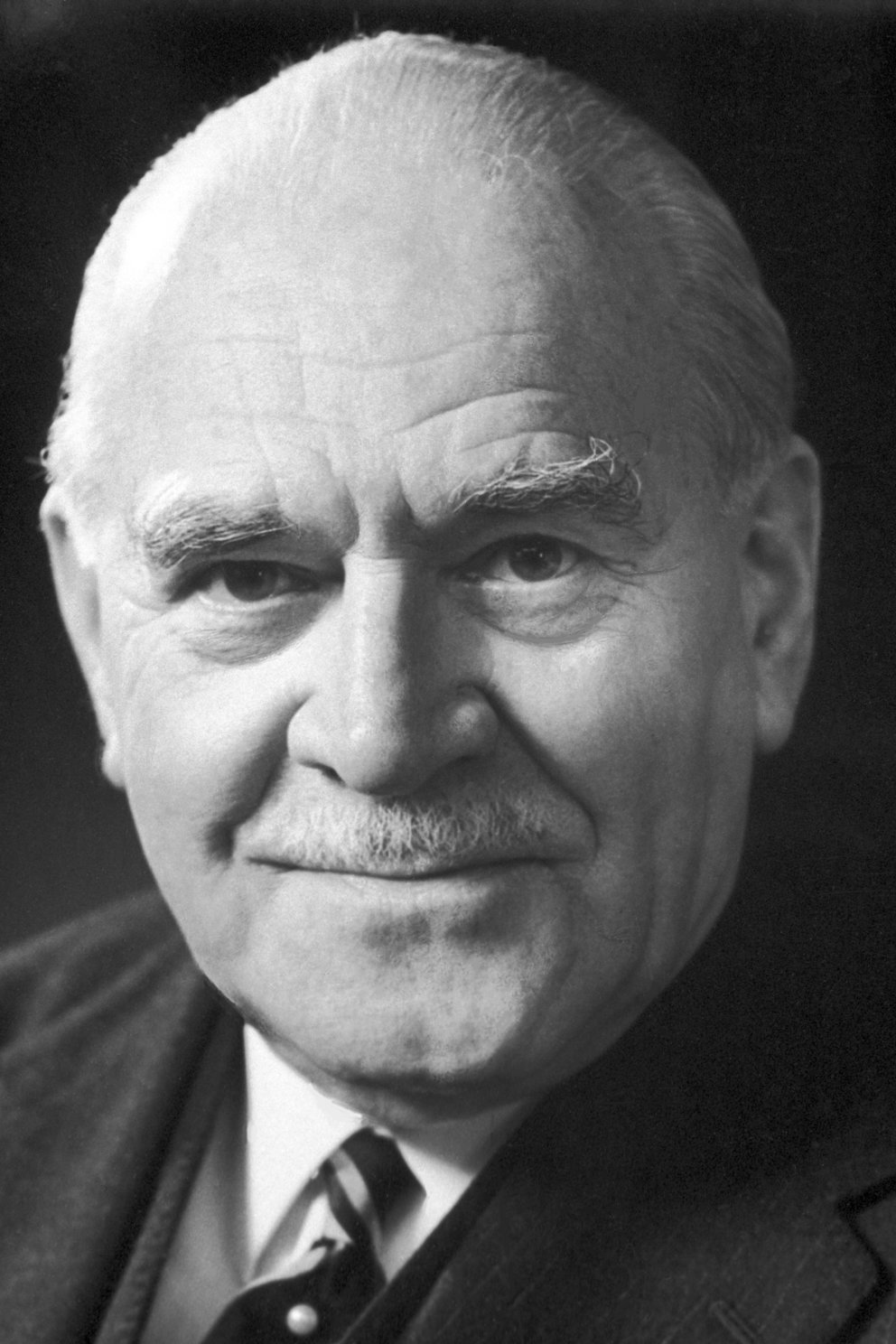
Ronald G.W. Norrish
7 juni

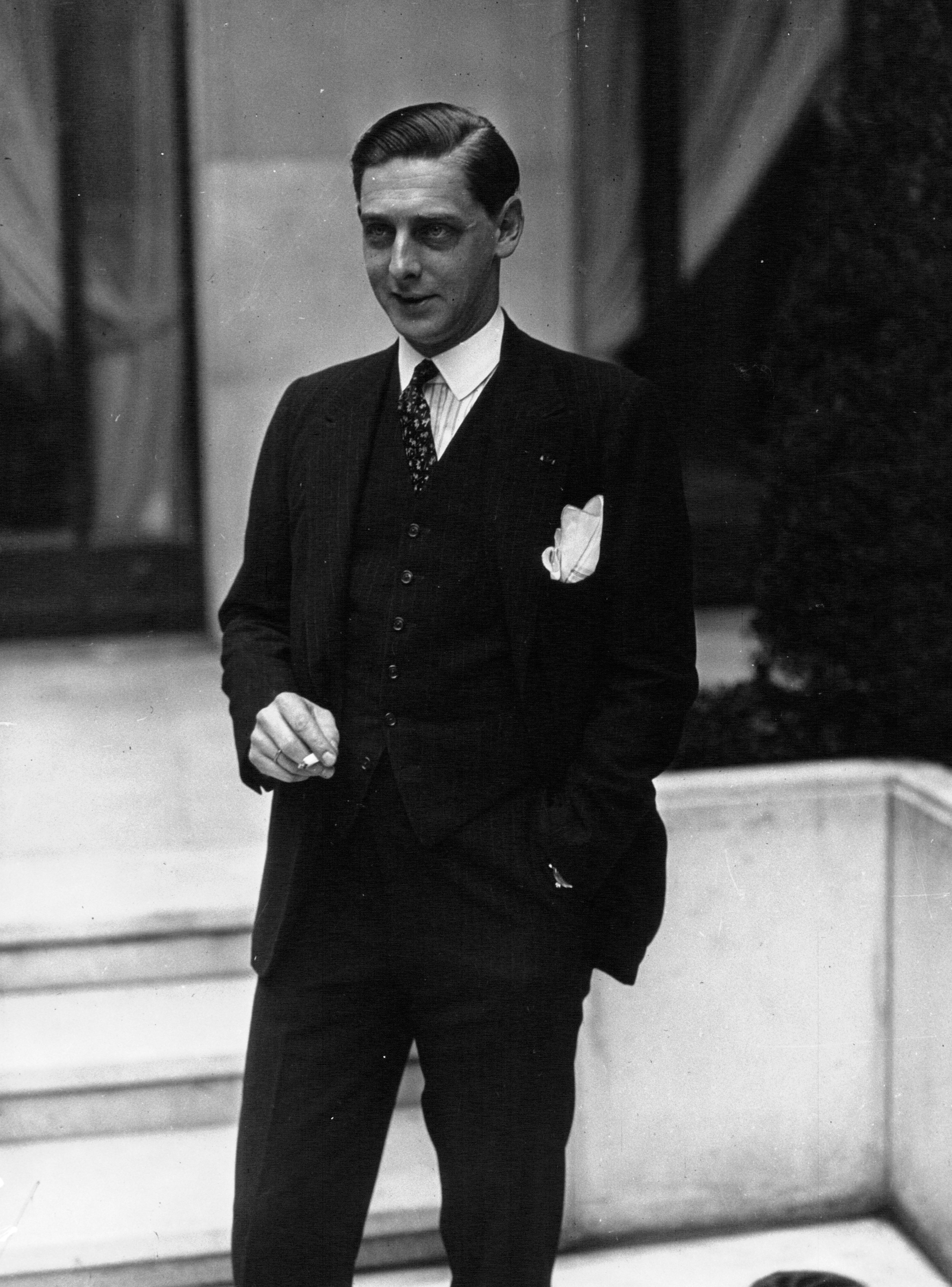
Nicolaas van Roemenië
9 juni

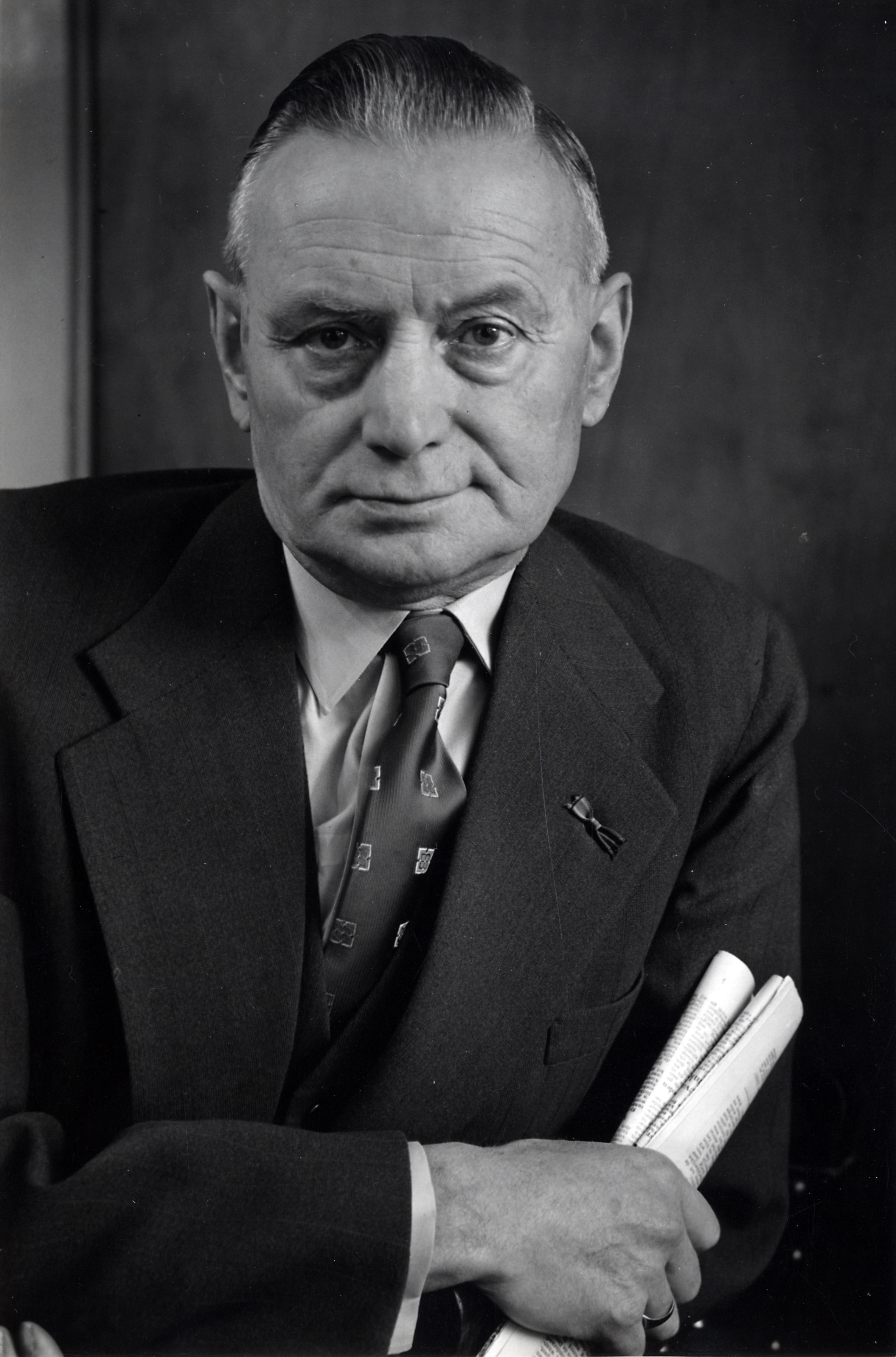
Jan Andriessen
18 juni

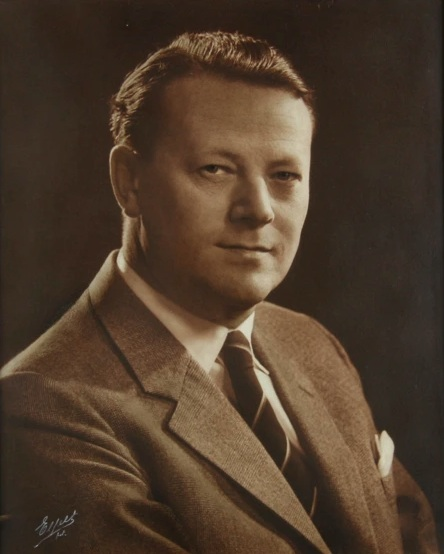
Jens Otto Krag
22 juni

| 1 | 2 | 3 | 4 | 5 | 6 | 7 | 8 | 9 | 10 | 11 | 12 | 13 | 14 | 15 | 16 | 17 | 18 | 19 | 20 | 21 | 22 | 23 | 24 | 25 | 26 | 27 | 28 | 29 | 30 |
| - | - | - | - | - | - | - | - | - | -- | -- | -- | -- | -- | -- | -- | -- | -- | -- | -- | -- | -- | -- | -- | -- | -- | -- | -- | -- | -- |

### 2 juni
- Santiago Bernabéu (82), Spaans voetballer en voetbalbestuurder
- Panji Tisna (70), koning van Buleleng en Indonesisch schrijver

### 3 juni
- George Beijers (82), Nederlands voetballer
- Hans Schöchlin (85), Zwitsers roeier

### 4 juni
- Piet van Dijk (61), Nederlands jazzmusicus

### 5 juni
- Malcolm Hobson (46), Brits motorcoureur

### 6 juni
- Gerrit Baas Klaaszoon (94), Nederlands vakbondsbestuurder
- Frits Eijken (84), Nederlands roeier

### 7 juni
- Adolf Blaser (70), Zwitsers politicus
- Camille van Hootegem (75), Nederlands burgemeester
- Ronald George Wreyford Norrish (80), Brits scheikundige

### 8 juni
- Hermanus Gerardus Jacob Schelling (89), Nederlands architect

### 9 juni
- Nicolaas van Roemenië (74), Roemeense prins

### 10 juni
- Dirk Bus (70), Nederlands beeldhouwer
- Horst Gerson (71), Duits-Nederlandse kunsthistoricus
- Eli Hahury (26), Zuid-Moluks-Nederlands terrorist
- Väinö Muinonen (79), Fins atleet
- J.Th.M. Smits van Oyen (89), Nederlands burgemeester

### 11 juni
- Jānis Daliņš (73), Lets atleet

### 12 juni
- Johnny Bond (63), Amerikaans countrymusicus

### 13 juni
- Leo Delwaide (80), Belgisch burgemeester
- Irene Peacock (85), Zuid-Afrikaans tennisspeelster

### 14 juni
- Kees de Kruijff (73), Nederlands beeldhouwer
- Quinn Wilson (69), Amerikaanse jazzbassist en tubaïst

### 15 juni
- Anton Roosjen (83), Nederlands politicus

### 16 juni
- Huub Hermans (79), Nederlands politicus

### 18 juni
- Jan Andriessen (84), Nederlands politicus
- Jose Padilla jr. (66), Filipijns bokser en acteur

### 20 juni
- Mark Robson (64), Amerikaans filmregisseur

### 22 juni
- Ipojucan (52), Braziliaans voetballer
- Jens Otto Krag (63), Deens politicus

### 24 juni
- Oene Noordenbos (81), Nederlands politicus

### 25 juni
- Remedios de Oteyza (58), Filipijns ballerina

### 28 juni
- Clifford Dupont (72), president van Rhodesië
- Paul Eduard Lepoeter (62), Nederlands wiskundige
- Diny de Neef (51), Nederlands actrice
- Ernst Winar (83), Duits-Nederlands regisseur en acteur

## Juli

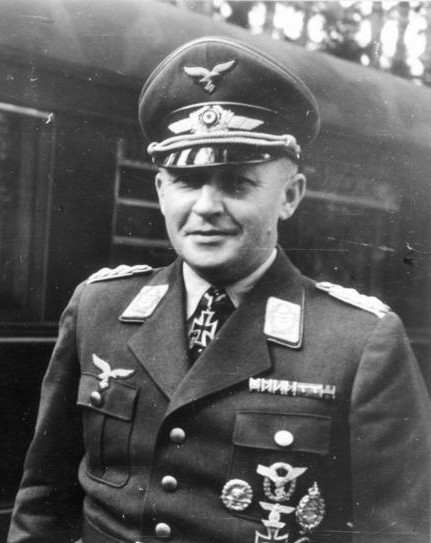
Kurt Student
1 juli

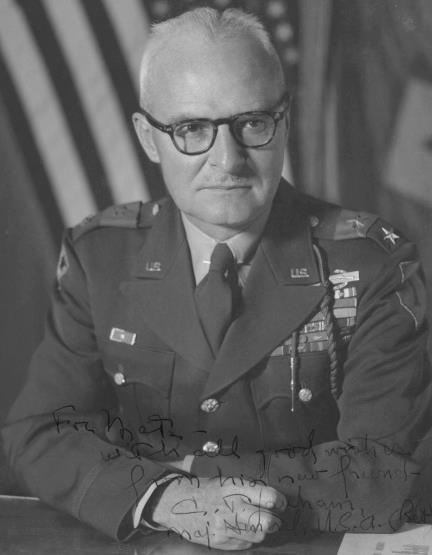
Charles T. Lanham
20 juli

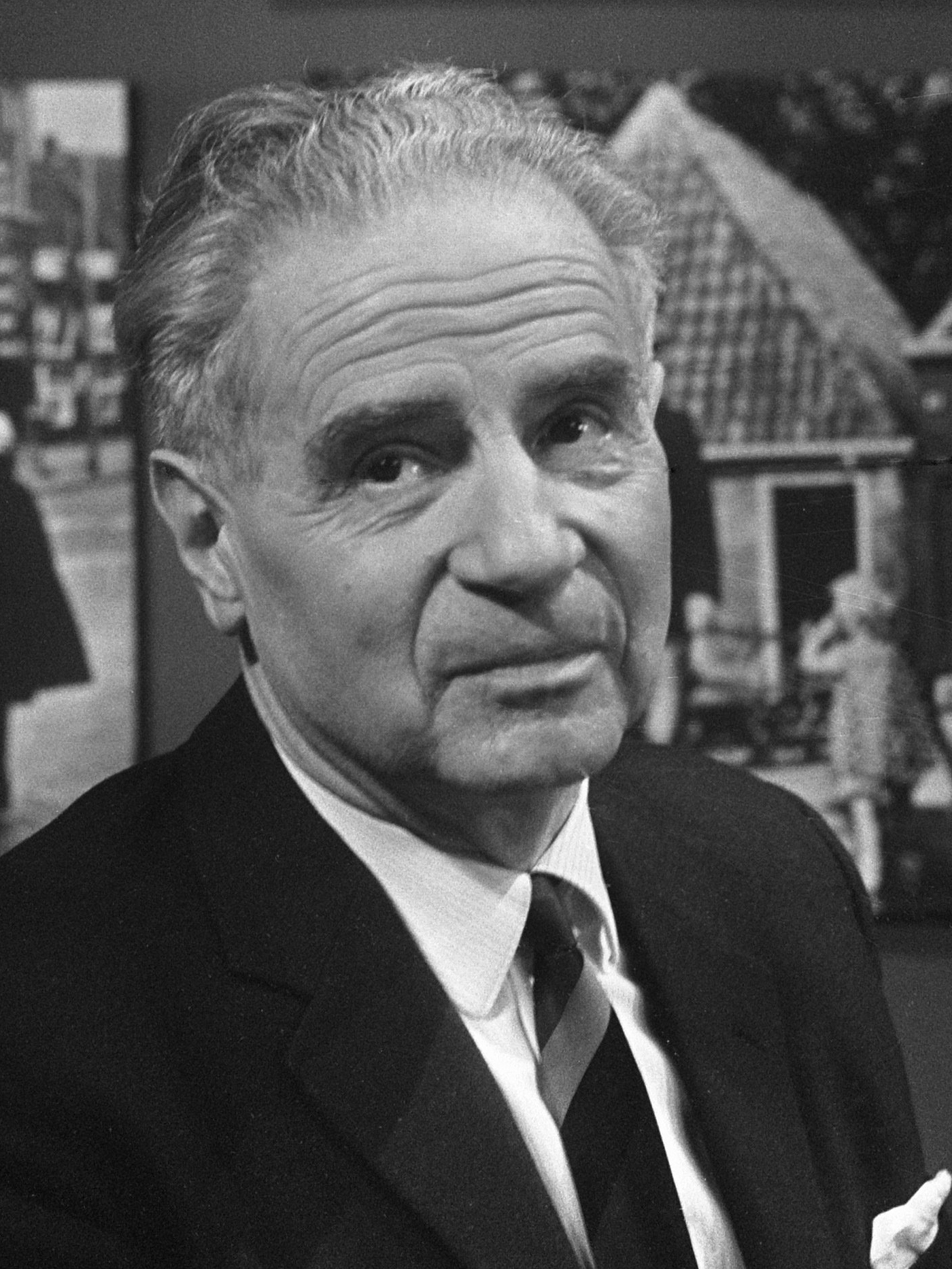
Chiel de Boer
23 juli

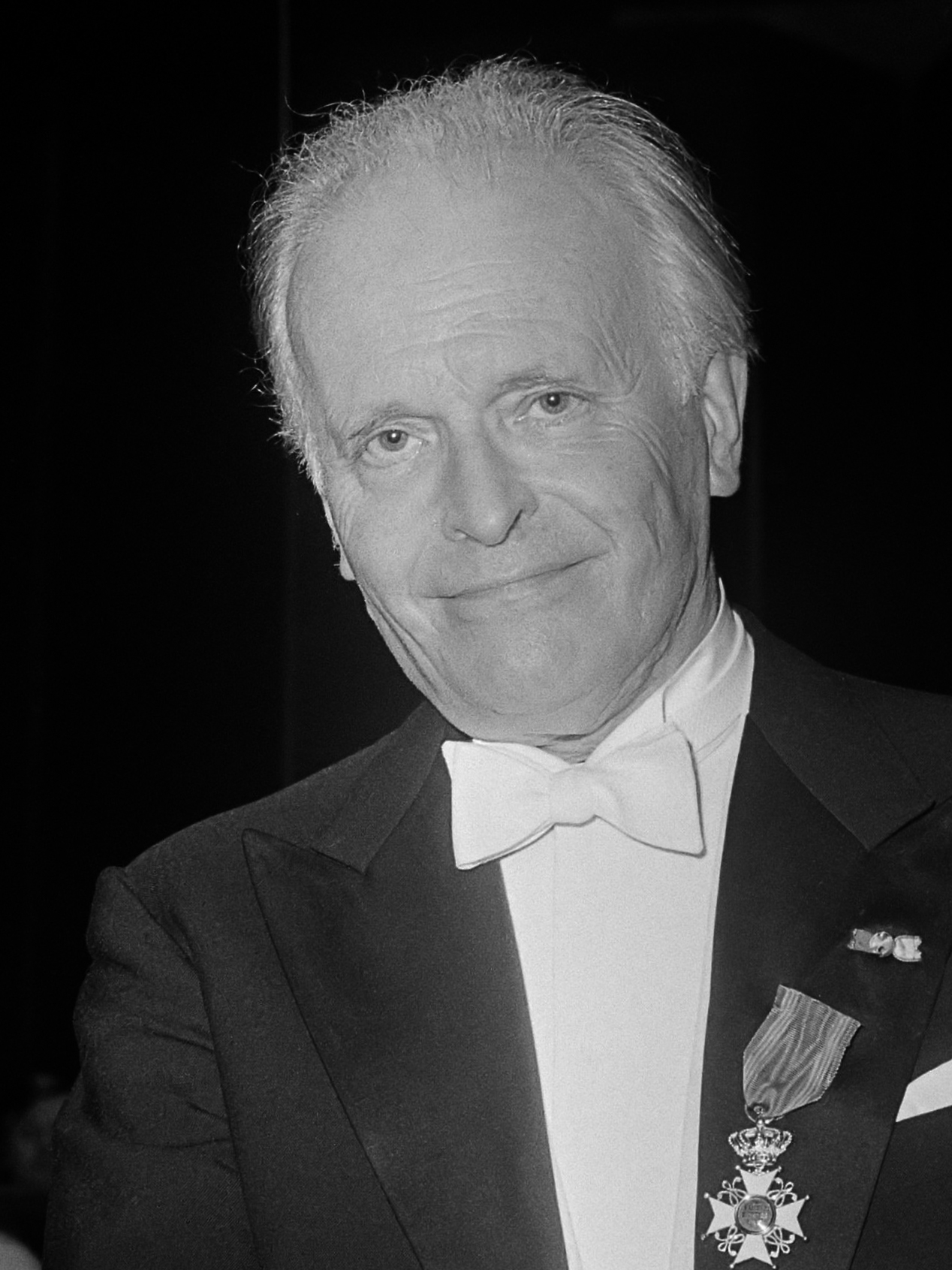
Willem van Otterloo
27 juli

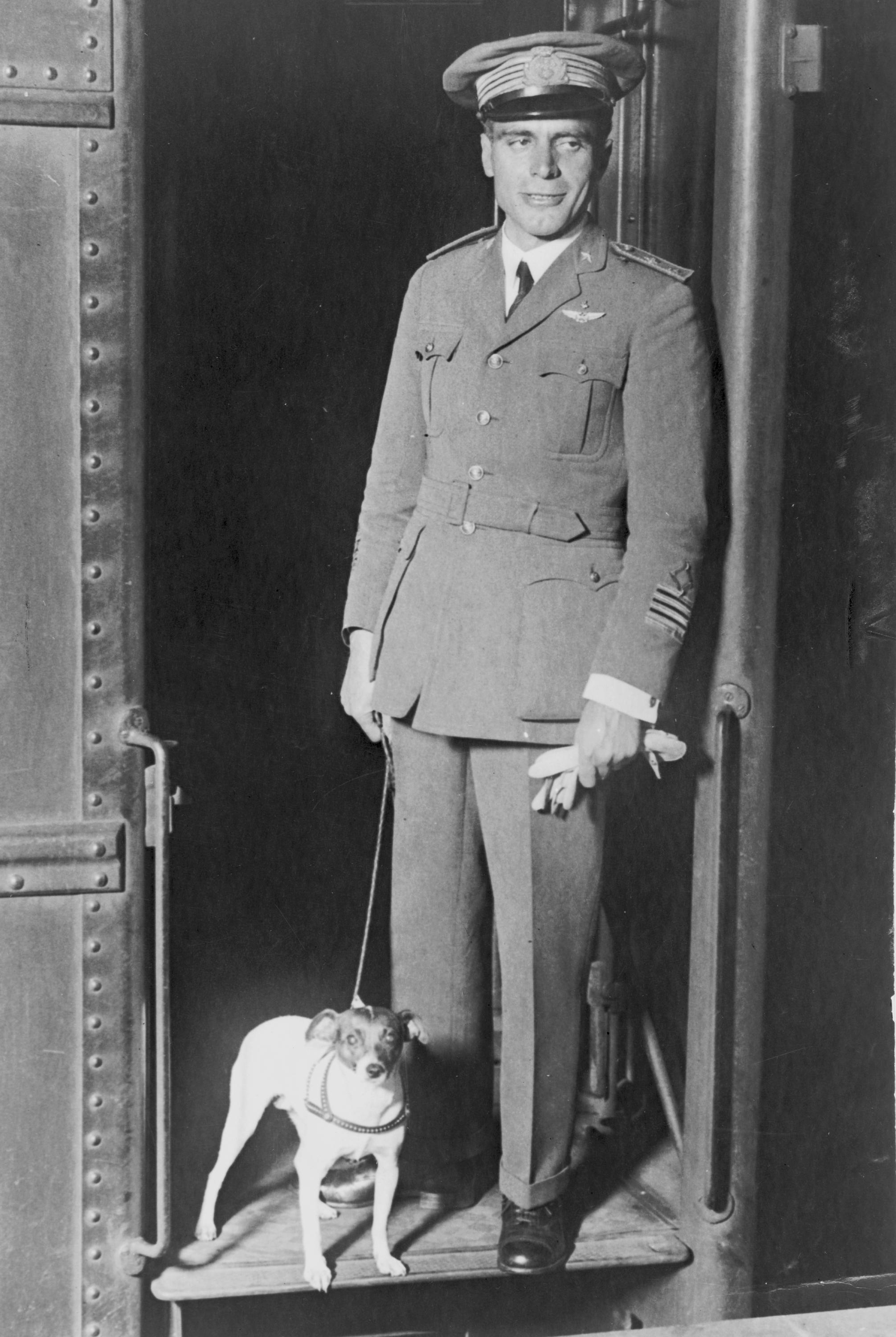
Umberto Nobile
30 juli

| 1 | 2 | 3 | 4 | 5 | 6 | 7 | 8 | 9 | 10 | 11 | 12 | 13 | 14 | 15 | 16 | 17 | 18 | 19 | 20 | 21 | 22 | 23 | 24 | 25 | 26 | 27 | 28 | 29 | 30 | 31 |
| - | - | - | - | - | - | - | - | - | -- | -- | -- | -- | -- | -- | -- | -- | -- | -- | -- | -- | -- | -- | -- | -- | -- | -- | -- | -- | -- | -- |

### 1 juli
- Kurt Student (88), Duits militair leider

### 5 juli
- Paul Cuvelier (54), Belgisch stripauteur

### 6 juli
- Henk de Best (73), Nederlands bokser
- Gustavo Corção (81), Braziliaans schrijver

### 9 juli
- Suzy van Hall (71), Nederlands danseres en verzetsstrijdster

### 10 juli
- Joe Davis (77), Brits snookerspeler
- John D. Rockefeller III (72), Amerikaans filantroop

### 16 juli
- Jacob Evert de Vos van Steenwijk (89), Nederlands politicus

### 17 juli
- Charles van Baar van Slangenburgh (76), Nederlands voetballer
- Gerhard Schutte (77), Nederlands judoka

### 20 juli
- Teddy Bunn (69), Amerikaans gitarist
- Charles T. Lanham (75), Amerikaans militair leider
- Mark Robson (64), Canadees filmregisseur

### 22 juli
- Wim Harzing (79), Nederlandse beeldhouwer

### 23 juli
- Chiel de Boer (81), Nederlands cabaretier
- Walter Simoens (64), Belgisch politicus

### 24 juli
- Christophe Didier (63), Luxemburgs wielrenner

### 26 juli
- Mary Blair (66), Amerikaans kunstenares
- Anton Verhoeven (59), Nederlands schaatser

### 27 juli
- Willem van Otterloo (70), Nederlands dirigent en componist

### 28 juli
- Harry Seijben (46), Nederlands politicus
- Božo Vodušek (73), Sloveens schrijver en dichter

### 29 juli
- Peter Meaden (36), Brits muziekmanager

### 30 juli
- Jules Coussens (80), Belgisch politicus
- Umberto Nobile (93), Italiaans noordpoolreiziger

## Augustus

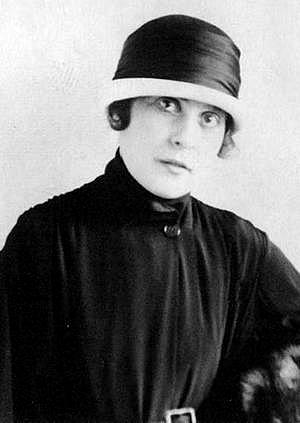
Lili Brik
4 augustus

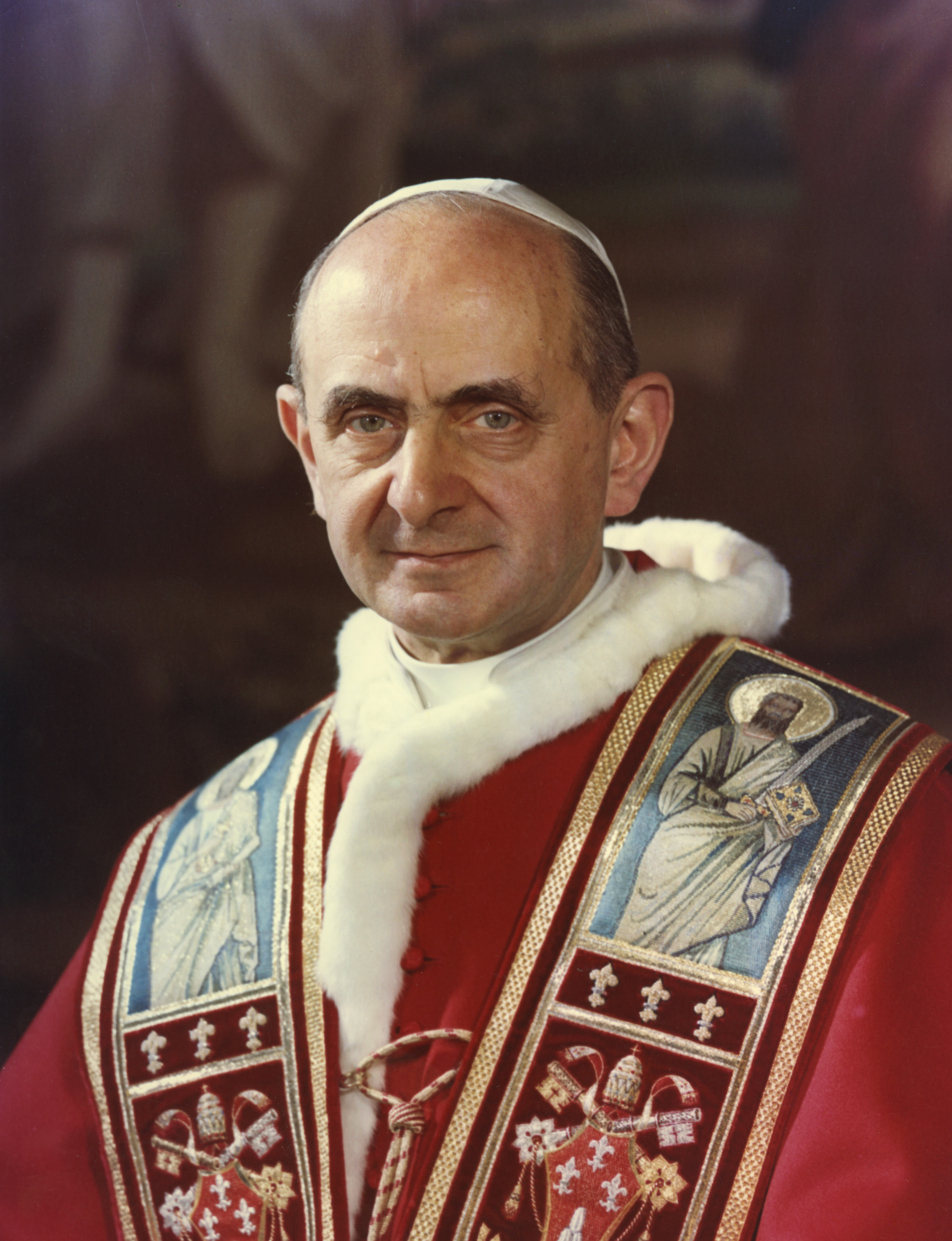
Paus Paulus VI
6 augustus

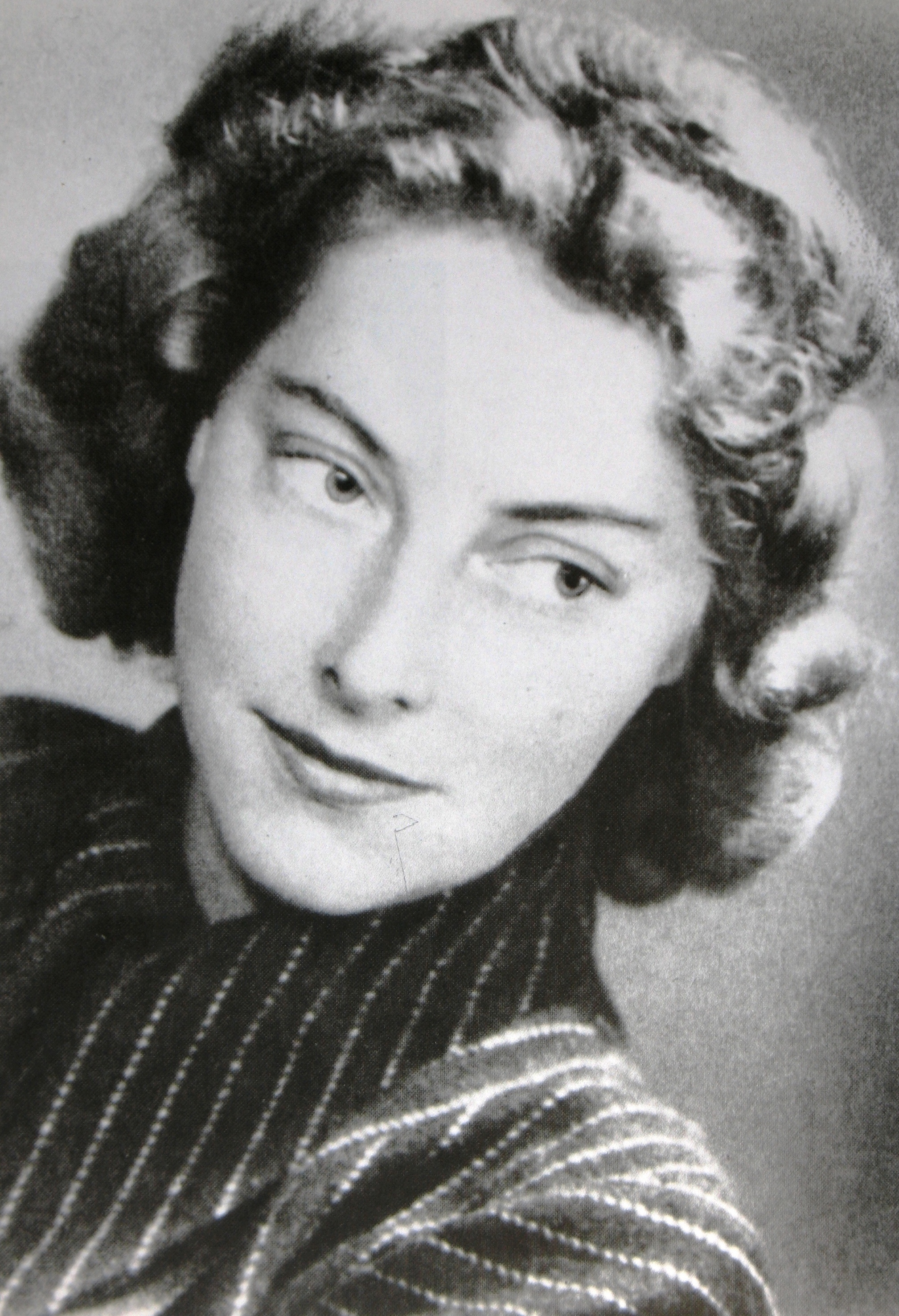
Marie Vassiltsjikoff
12 augustus

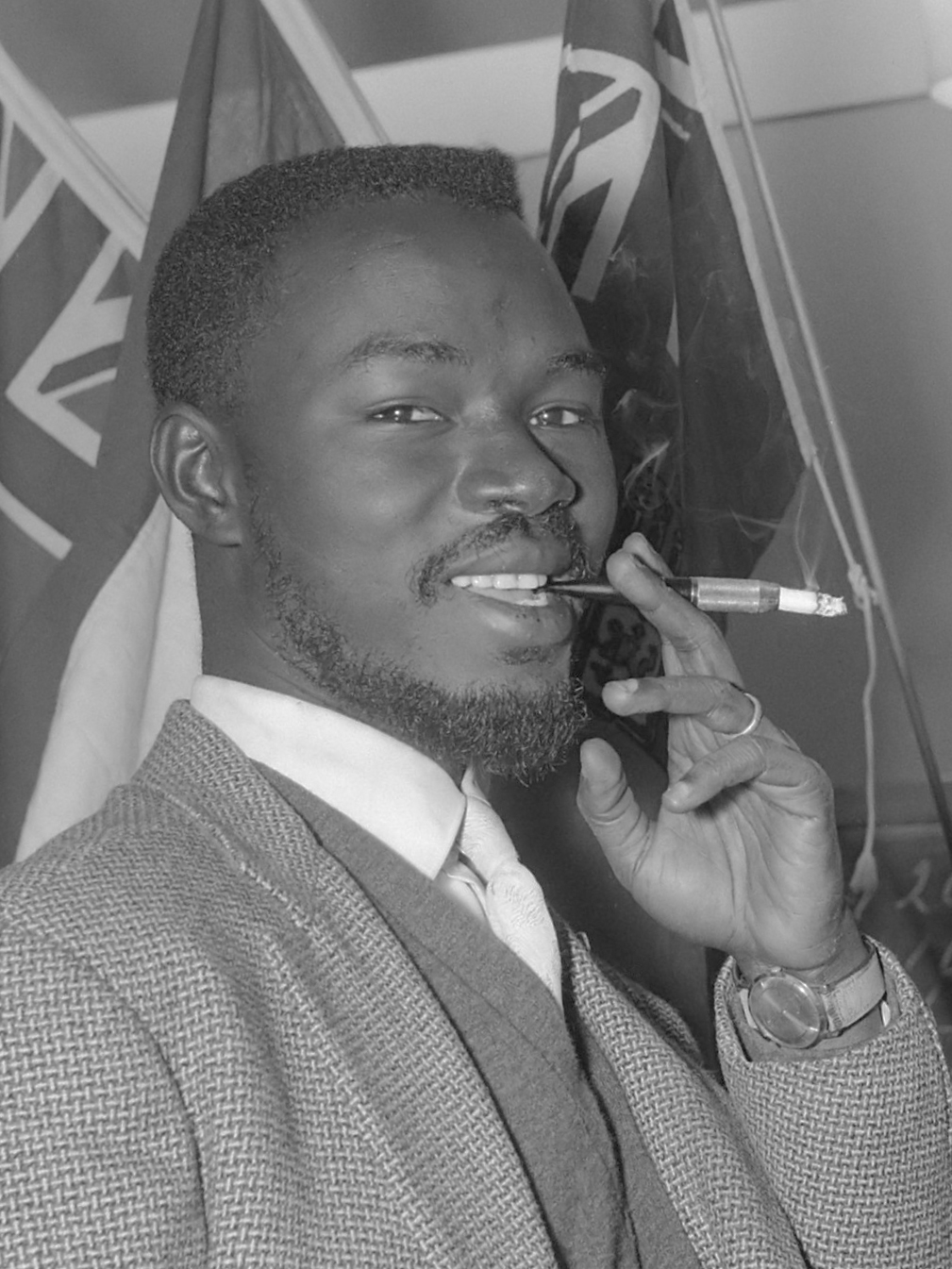
Baba Sy
20 augustus

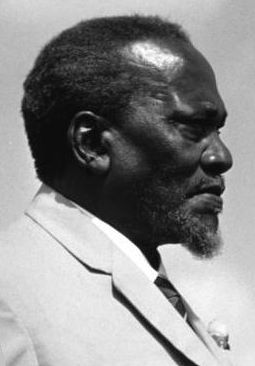
Jomo Kenyatta
22 augustus

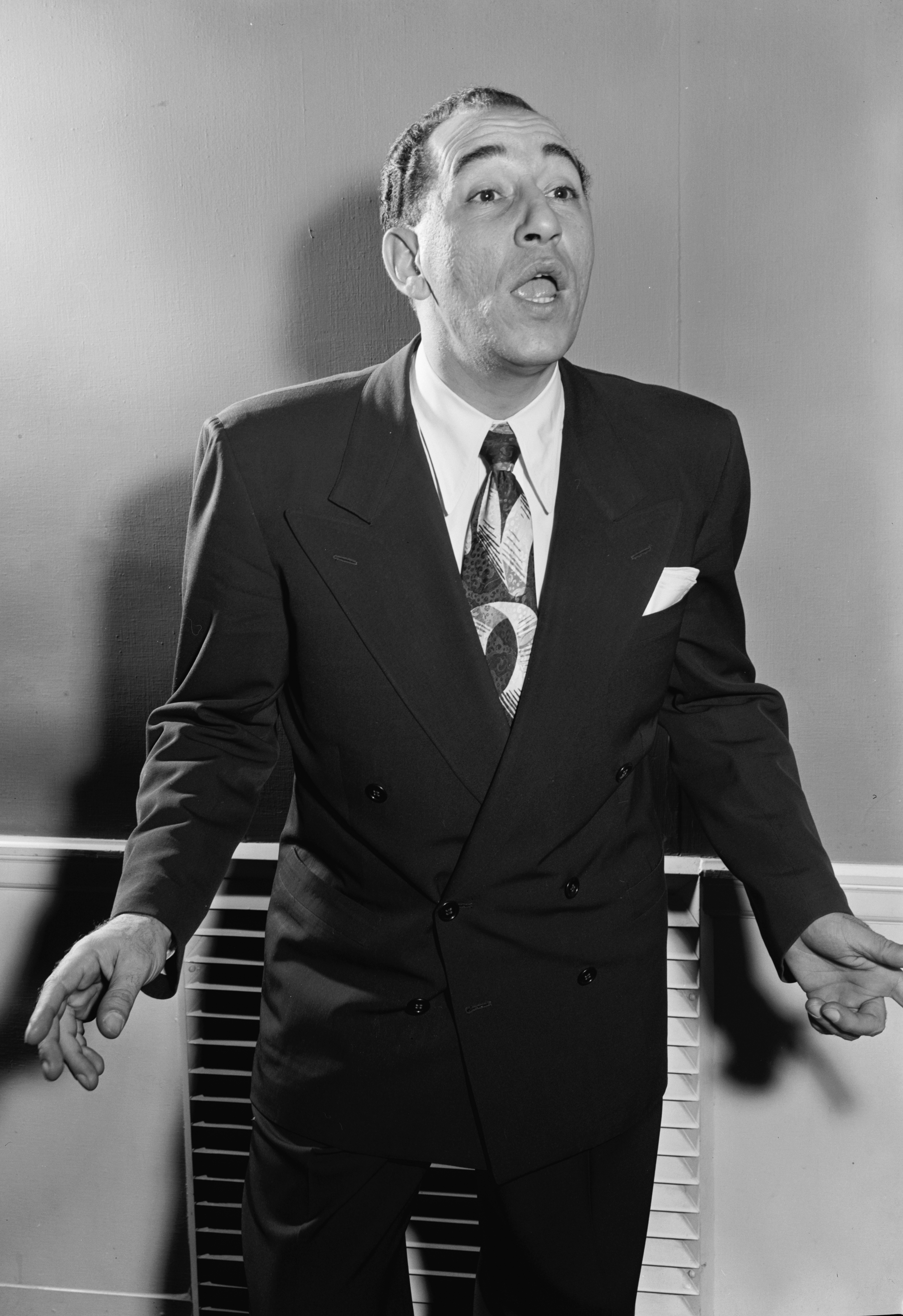
Louis Prima
24 augustus

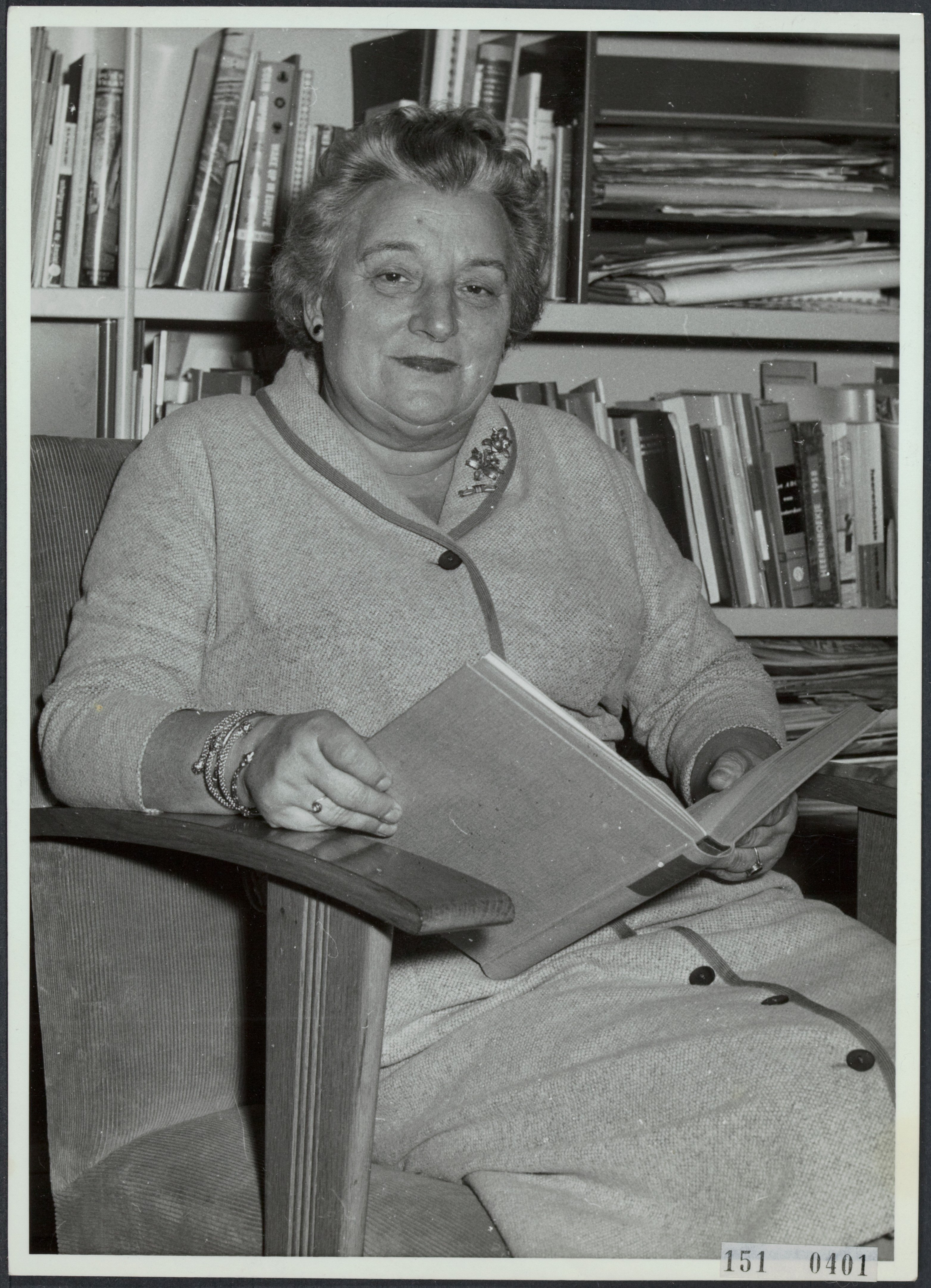
Truus Wijsmuller-Meijer
30 augustus

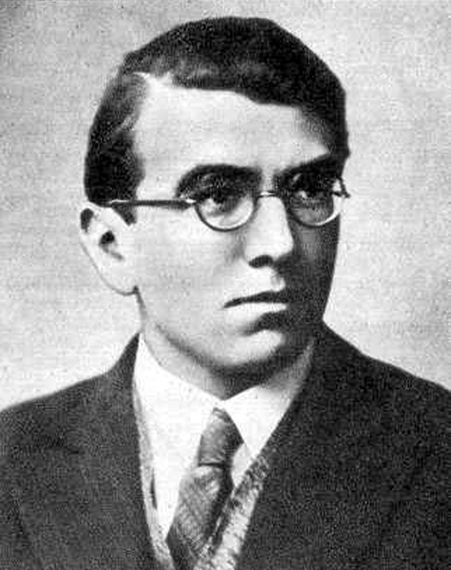
Henryk Zygalski
30 augustus

| 1 | 2 | 3 | 4 | 5 | 6 | 7 | 8 | 9 | 10 | 11 | 12 | 13 | 14 | 15 | 16 | 17 | 18 | 19 | 20 | 21 | 22 | 23 | 24 | 25 | 26 | 27 | 28 | 29 | 30 | 31 |
| - | - | - | - | - | - | - | - | - | -- | -- | -- | -- | -- | -- | -- | -- | -- | -- | -- | -- | -- | -- | -- | -- | -- | -- | -- | -- | -- | -- |

### 1 augustus
- Hein Scholtens (83), Nederlands burgemeester

### 2 augustus
- Carlos Chávez (79), Mexicaans componist

### 4 augustus
- Els Amman (46), Nederlands kunstenares
- Lili Brik (86), Russisch regisseuse, beeldhouwster en schrijfster

### 5 augustus
- Victor Hasselblad (72), Zweeds ondernemer en uitvinder

### 6 augustus
- Paulus VI (80), paus van de Rooms-katholieke kerk

### 7 augustus
- Jovita Fuentes (73), Filipijns operazangeres
- Paul Meinhold (69), Duits componist
- Émilie Noulet (86), romanist, hoogleraar Université libre de Bruxelles

### 9 augustus
- George Baldessin (39), Australisch kunstenaar
- Johan Daisne (65), Belgisch schrijver en dichter
- Jacob van Huis (52), Nederlands burgemeester

### 12 augustus
- Marie Vassiltsjikoff (61), Russisch prinses, schrijfster en verzetsstrijdster
- John Williams (32), Brits motorcoureur

### 14 augustus
- Raphaël Halverstad (74), Nederlands econoom
- Joe Venuti (74), Amerikaans jazzviolist

### 15 augustus
- Viggo Brun (92), Noors wiskundige
- Irene Kral (46), Amerikaans jazzzangeres

### 16 augustus
- Georges Moens de Fernig (78), Belgisch politicus
- Paul Yü Pin (77), Chinees kardinaal
- A.W.L. Tjarda van Starkenborgh Stachouwer (90), Nederlands bestuurder

### 19 augustus
- Max Mallowan (74), Brits archeoloog
- Pieter Platteel (67), Nederlands bestuurder

### 20 augustus
- Baba Sy (43), Senegalees dammer

### 21 augustus
- Hans Boekman (82), Nederlands scheidsrechter en filmproducent
- Nicolaas Diederichs (74), president van Zuid-Afrika
- Charles Eames (71), Amerikaans ontwerper, architect en filmregisseur
- Eugène Van Cauteren (72), Belgisch politicus

### 22 augustus
- Jomo Kenyatta (84), president van Kenia
- Ignazio Silone (78), Italiaans schrijver en politicus
- Pierre Wijnants (64), Belgisch bisschop

### 23 augustus
- Tom Erich (67), Nederlands pianist
- Peter Knapp (39), Duits beeldhouwer

### 24 augustus
- Louis Prima (67), Amerikaans zanger en acteur
- Albert Sercu (60), Belgisch wielrenner

### 25 augustus
- Hendrik Strick (86), Belgisch kunstschilder

### 26 augustus
- Charles Boyer (78), Frans acteur
- José Manuel Moreno (62), Argentijns voetballer

### 28 augustus
- Kofi Abrefa Busia (65), Ghanees politicus
- Maximilienne (93), Frans actrice
- Robert Shaw (51), Brits acteur en auteur

### 29 augustus
- Werner Graeff (77), Duits kunstenaar

### 30 augustus
- Michail Semitsjastni (67), Sovjet voetballer
- Truus Wijsmuller-Meijer (82), Nederlands verzetsstrijdster
- Henryk Zygalski (72), Pools wiskundige

### 31 augustus
- Wes Beekhuizen (75), Nederlands schrijver
- Ángel Bossio (73), Argentijns voetballer
- Joos Florquin (62), Belgisch linguïst en tv-presentator

## September

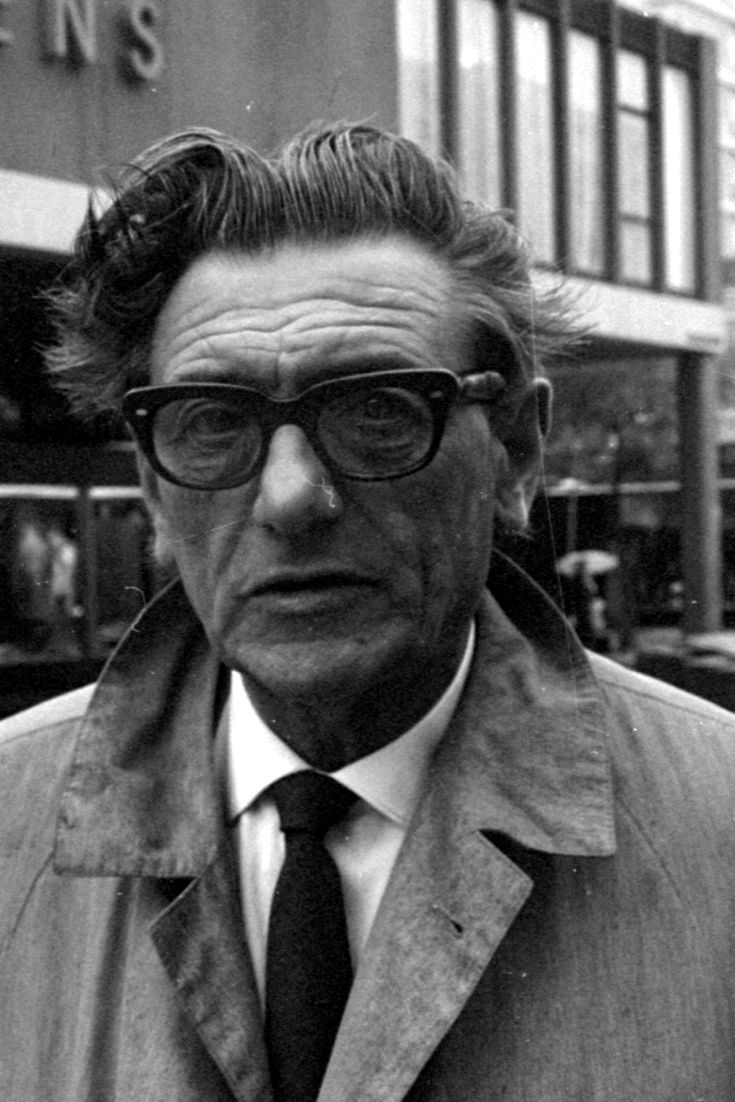
Jo van den Broek
6 september

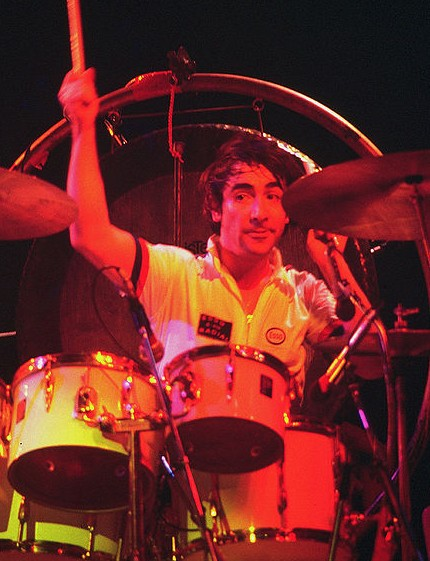
Keith Moon
7 september

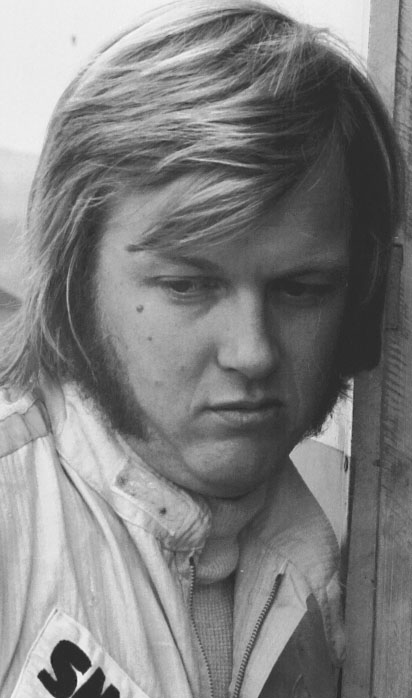
Ronnie Peterson
11 september

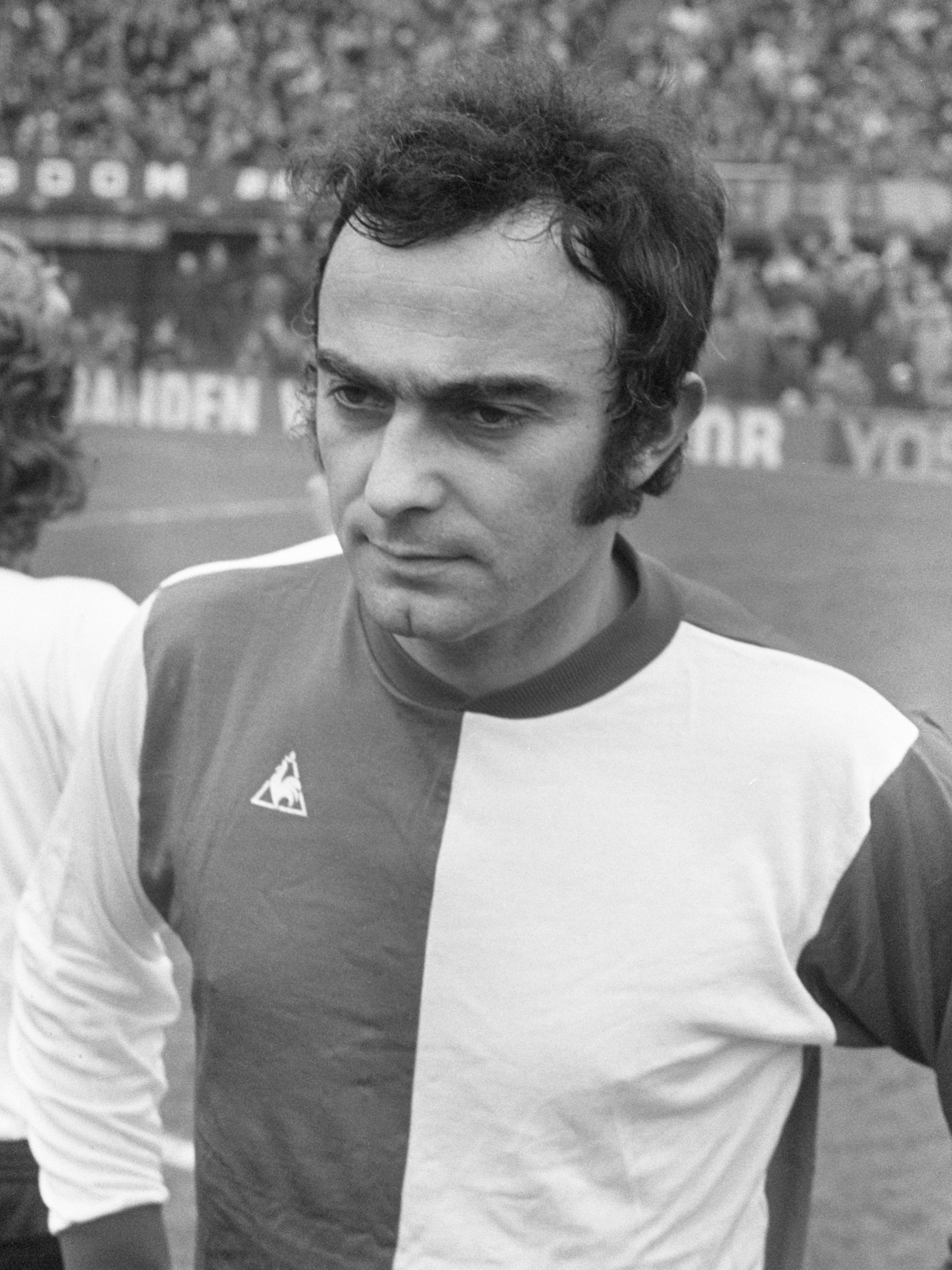
Mladen Ramljak
13 september

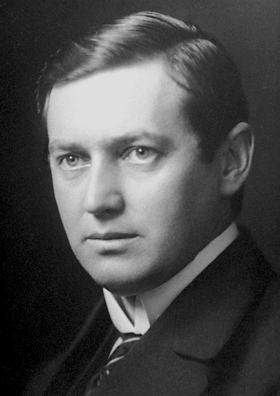
Manne Siegbahn
26 september

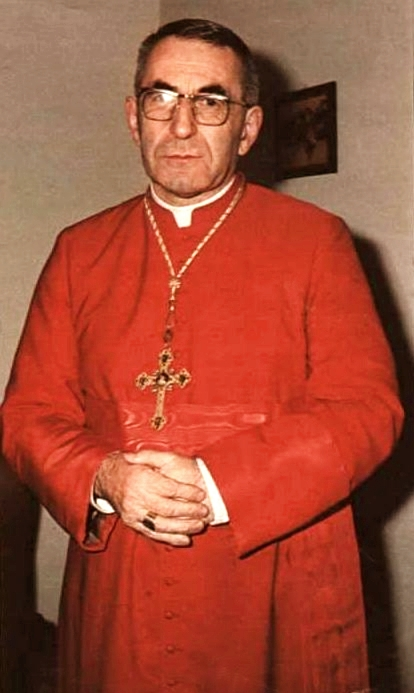
Johannes Paulus I
28 september

| 1 | 2 | 3 | 4 | 5 | 6 | 7 | 8 | 9 | 10 | 11 | 12 | 13 | 14 | 15 | 16 | 17 | 18 | 19 | 20 | 21 | 22 | 23 | 24 | 25 | 26 | 27 | 28 | 29 | 30 |
| - | - | - | - | - | - | - | - | - | -- | -- | -- | -- | -- | -- | -- | -- | -- | -- | -- | -- | -- | -- | -- | -- | -- | -- | -- | -- | -- |

### 1 september
- Joseph Berryer (81), Belgisch diplomaat
- Olga de Haas (33), Nederlands balletdanseres

### 2 september
- André Genot (65), Brits vakbondsbestuurder

### 5 september
- Josef Klička II (88), Tsjechisch componist
- Nikodim van Leningrad (48), Russisch metropoliet

### 6 september
- Jan Berger (59), Nederlands politicus
- Jo van den Broek (79), Nederlands architect
- Adolf Dassler (77), Duits ondernemer

### 7 september
- Herman Legger (83), Nederlands voetballer
- Keith Moon (32), Brits drummer

### 8 september
- Pancho Vladigerov (79), Bulgaars componist
- Ricardo Zamora (77), Spaans voetballer en voetbaltrainer

### 9 september
- Jack Warner (86), Canadees filmproducent

### 11 september
- Robert Garrow (42), Amerikaans seriemoordenaar
- Jac. J. Koeman (88), Nederlands kunstenaar
- Georgi Markov (49), Bulgaars schrijver
- Ronnie Peterson (34), Zweeds autocoureur

### 12 september
- Frank Ferguson (78), Amerikaans acteur

### 13 september
- Herman Louis Heijermans (73), Nederlands medicus
- Mladen Ramljak (33), Joegoslavisch voetballer

### 14 september
- Magdalena Jalandoni (87), Filipijns schrijver
- Arie Mout (77), Nederlands kunstcriticus

### 15 september
- Willy Messerschmitt (80), Duits vliegtuigbouwer

### 16 september
- Jan Jacob Dijkveld Stol (74), Nederlands historicus

### 18 september
- Martin Burke (82), Amerikaans acteur
- Adil Iskenderov (66), Russisch acteur
- Ann Shoemaker (87), Amerikaans actrice
- Myrtle Vail (90), Amerikaans actrice

### 19 september
- Étienne Gilson (94), Frans filosoof

### 21 september
- Sigismund Payne-Best (93), Brits spion
- Petronella van Randwijk (73), Nederlands gymnaste
- Yvonne Thooris (89), Belgisch esperantiste

### 24 september
- Hasso von Manteuffel (81), Duits militair leider en politicus
- Ida Noddack (82), Duits schei- en natuurkundige

### 26 september
- Willem Hendrik van Norden (95), Nederlands kunstenaar
- Manne Siegbahn (91), Zweeds natuurkundige

### 27 september
- Metten Koornstra (66), Nederlands kunstschilder

### 28 september
- Johannes Paulus I (65), paus van de Rooms-katholieke kerk

### 30 september
- Modest Hendrikx (65), Belgisch burgemeester

## Oktober

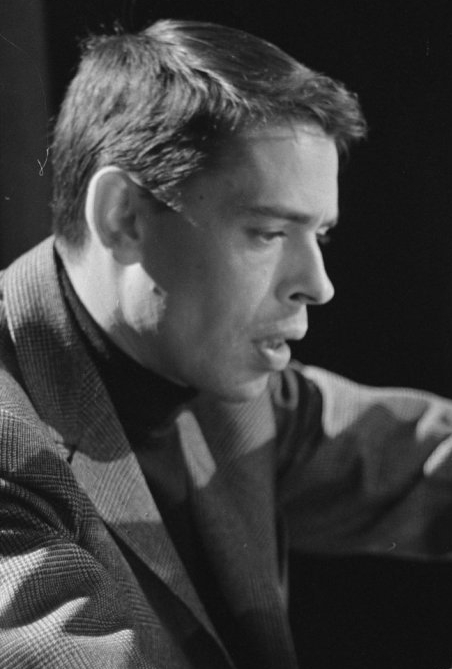
Jacques Brel
9 oktober

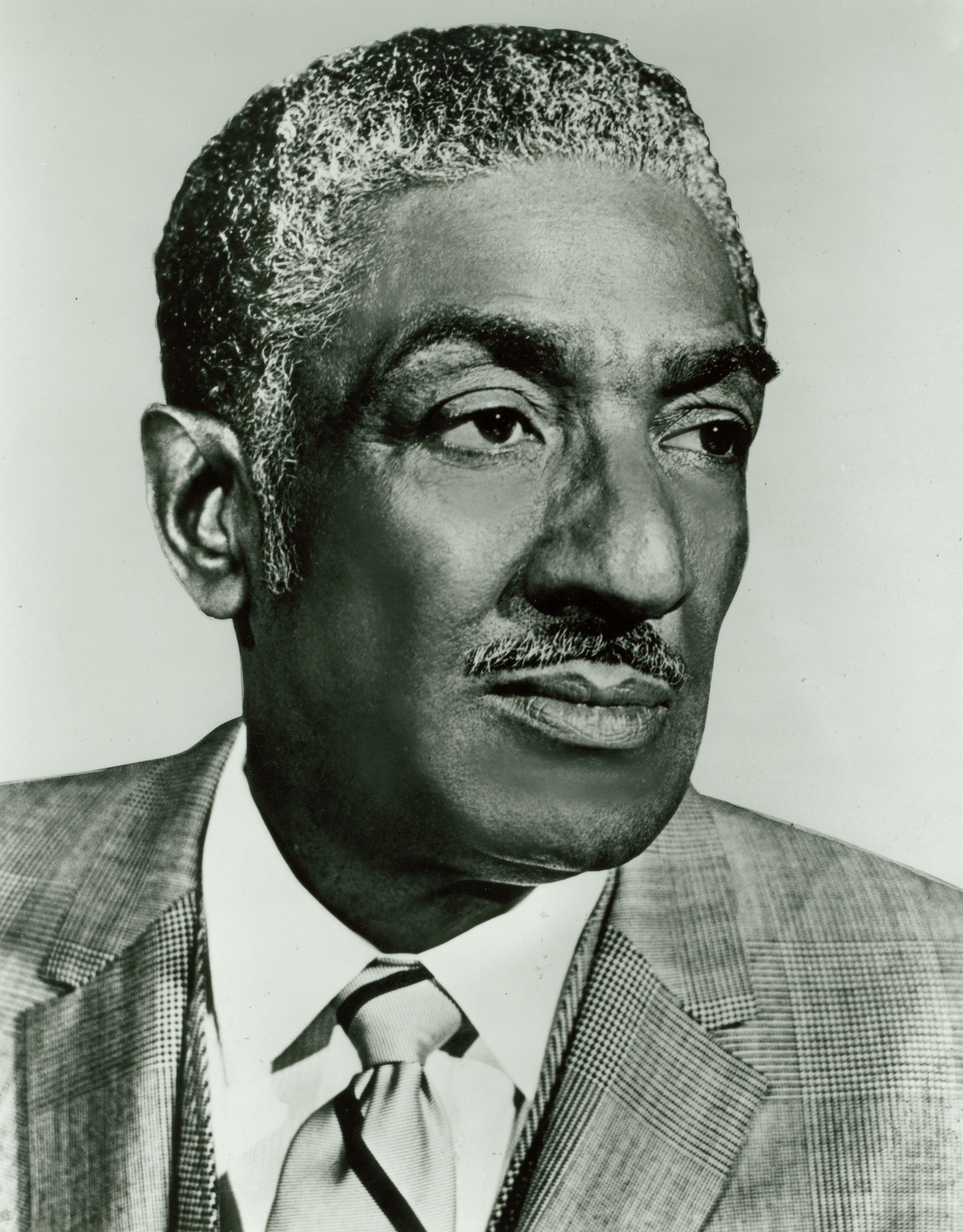
Ralph Metcalfe
10 oktober

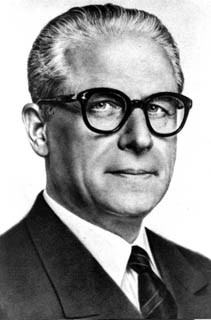
Giovanni Gronchi
17 oktober

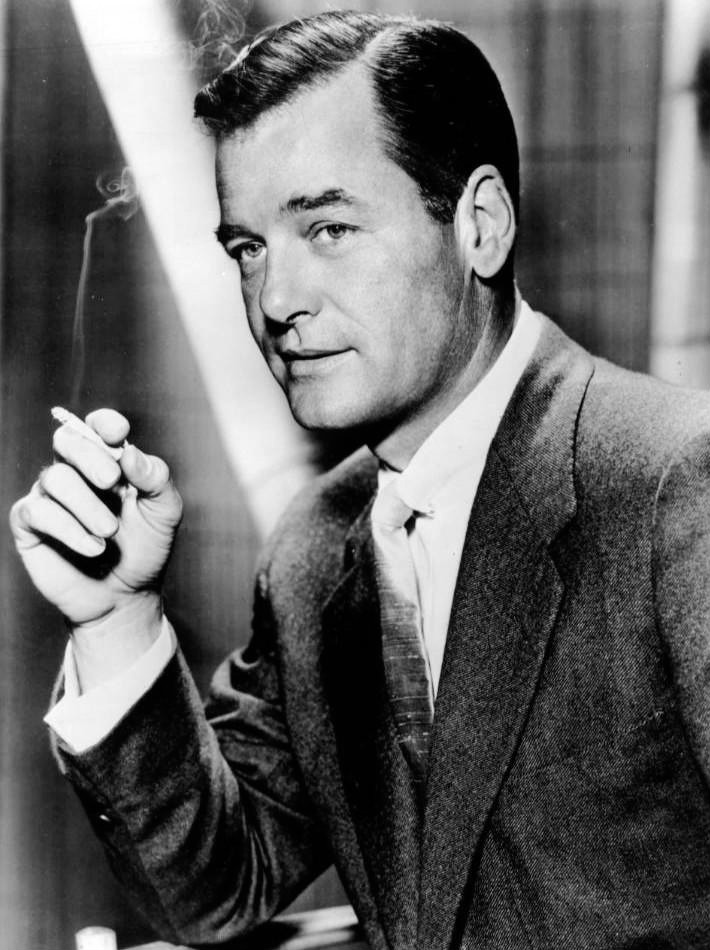
Gig Young
19 oktober

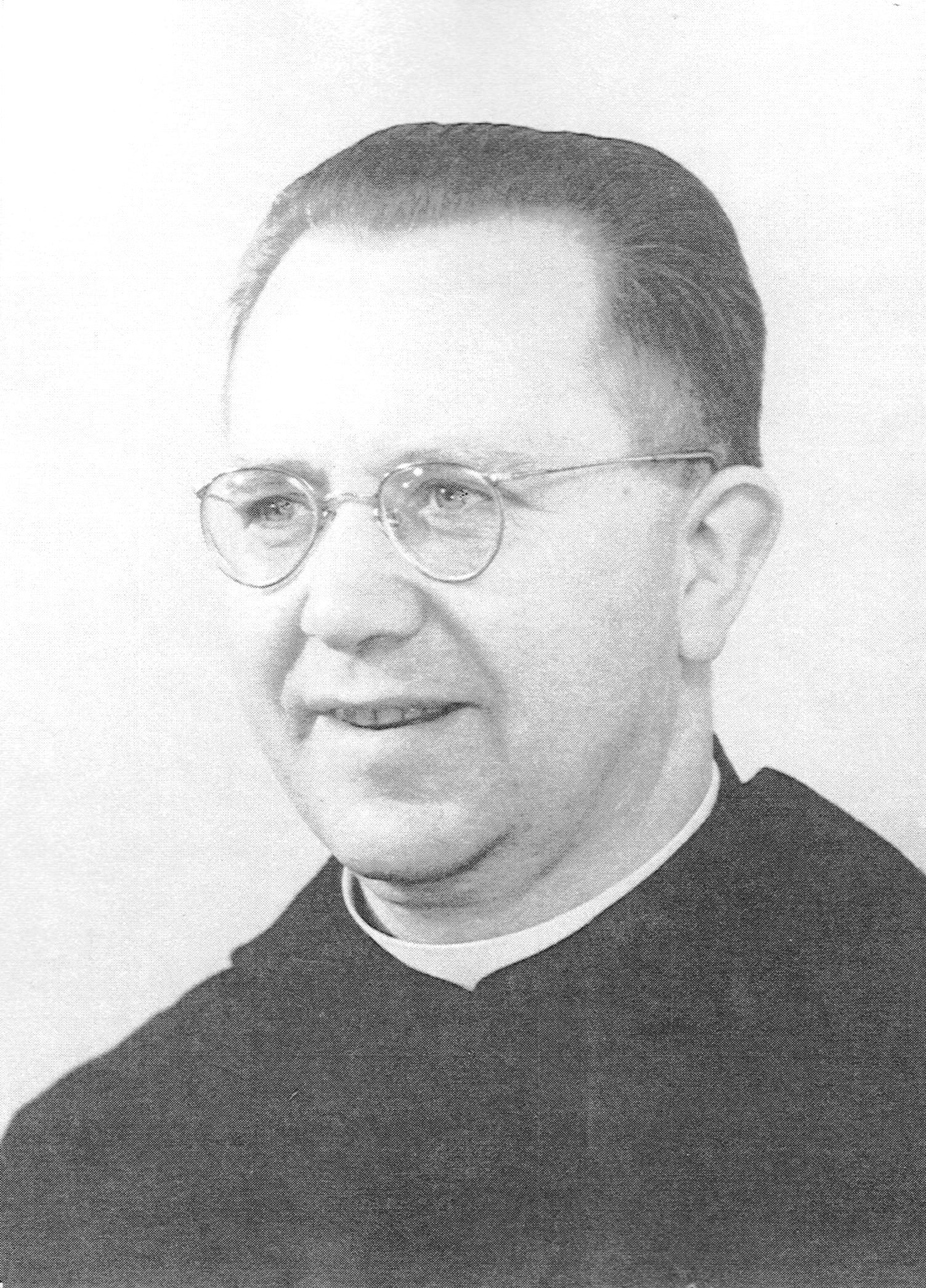
Gratia ter Haar
24 oktober

| 1 | 2 | 3 | 4 | 5 | 6 | 7 | 8 | 9 | 10 | 11 | 12 | 13 | 14 | 15 | 16 | 17 | 18 | 19 | 20 | 21 | 22 | 23 | 24 | 25 | 26 | 27 | 28 | 29 | 30 | 31 |
| - | - | - | - | - | - | - | - | - | -- | -- | -- | -- | -- | -- | -- | -- | -- | -- | -- | -- | -- | -- | -- | -- | -- | -- | -- | -- | -- | -- |

### 1 oktober
- Wiebe van Dijk (88), Nederlands geestelijke

### 2 oktober
- Albert Brunies (78), Amerikaans jazzmusicus

### 3 oktober
- Aleksandr Belov, (26), Sovjet-Russisch basketbalspeler
- Pieter van der Sterre (63), Nederlands architect

### 5 oktober
- May Warden (87), Brits actrice
- Karl Zaruba (75), Oostenrijks componist

### 6 oktober
- Albert Broger (80), Zwitsers politicus

### 7 oktober
- Francisca van Bourbon-Parma (88), lid Duitse adel

### 8 oktober
- Michael Knoll (21), Duits terrorist
- Tibor Serly (76), Hongaars-Amerikaans dirigent
- Karl Swenson (70), Amerikaans acteur

### 9 oktober
- Jacques Brel (49), Belgisch zanger
- Gezina van der Molen (82), Nederlands verzetsstrijdster en rechtsgeleerde

### 10 oktober
- Ralph Metcalfe (68), Amerikaans atleet en politicus

### 11 oktober
- Joseph Vander Wee (75), Belgisch atleet en politicus

### 12 oktober
- Nancy Spungen (20), Amerikaans misdaadslachtoffer

### 15 oktober
- Gregorio Zara (76), Filipijns natuurkundige en uitvinder

### 16 oktober
- Edgar Kant (76), Estisch geograaf

### 17 oktober
- Jean Améry (65), Oostenrijks schrijver
- Gertrude Mary Cox (78), Amerikaans statisticus
- Giovanni Gronchi (91), Italiaans politicus

### 18 oktober
- Ramón Mercader (64), Spaans politiek activist

### 19 oktober
- Gig Young (64), Amerikaans acteur

### 20 oktober
- Cornelis Adrianus Kammeraad (76), Nederlands politicus
- Gunnar Nilsson (29), Zweeds autocoureur
- Jean Van Beneden (80), Belgisch politicus

### 21 oktober
- Anastas Mikojan (83), Sovjet-Russisch politicus

### 22 oktober
- Charlie Agnew (77), Amerikaans bigbandleider
- Betsy Huitema-Kaiser (84), Nederlands beeldend kunstenares
- Conno Mees (84), Nederlands uitgever

### 23 oktober
- Franz Kinzl (83), Oostenrijks componist

### 24 oktober
- Gratia ter Haar (84), Nederlands geestelijke
- Robert Puttemans (76), Belgisch architect
- Gisèle Wibaut (65), Belgisch politicus

### 25 oktober
- Maurice Denis (62), Belgisch politicus

### 31 oktober
- Gustav Kinn (83), Zweeds atleet

## November

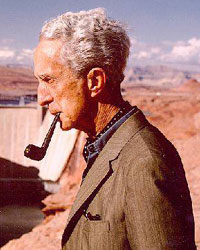
Norman Rockwell
8 november

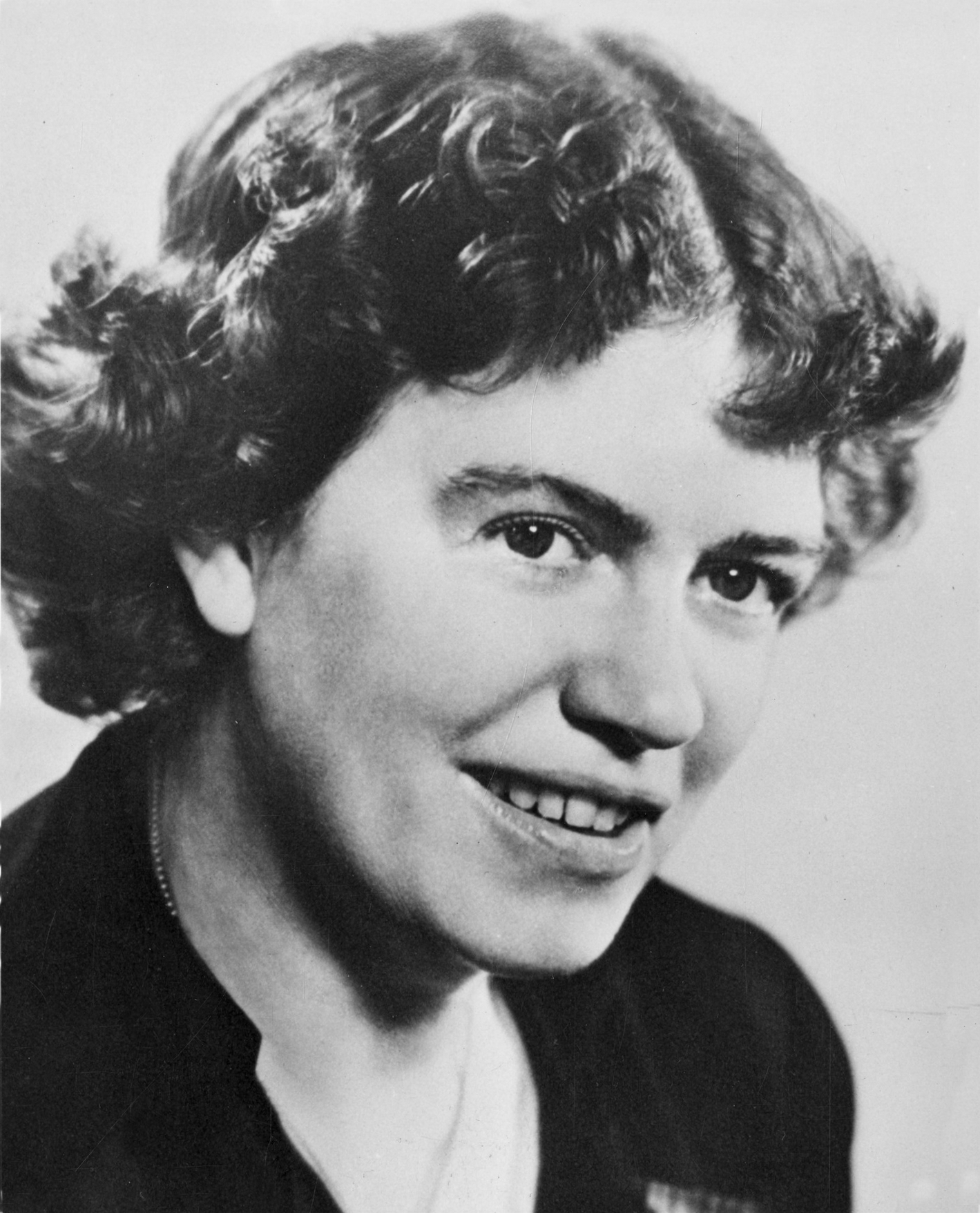
Margaret Mead
15 november

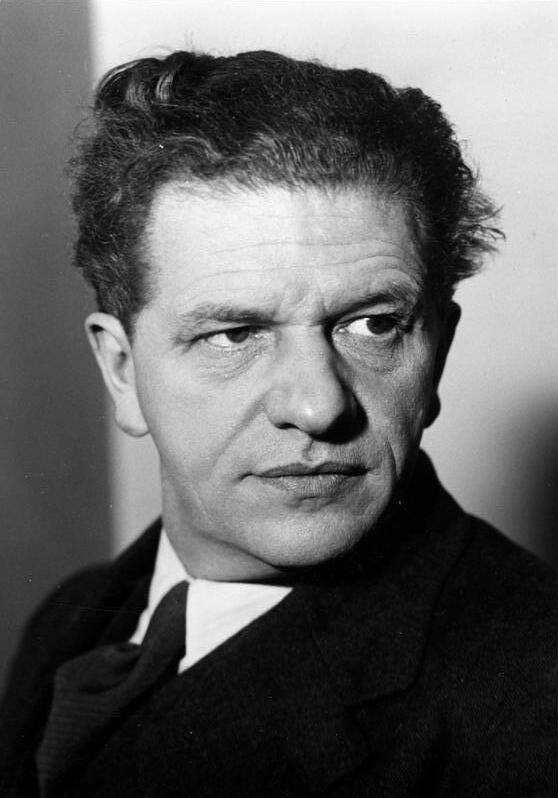
Hanns Johst
23 november

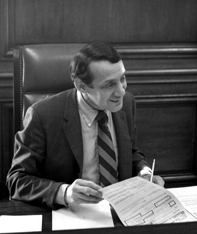
Harvey Milk
27 november

| 1 | 2 | 3 | 4 | 5 | 6 | 7 | 8 | 9 | 10 | 11 | 12 | 13 | 14 | 15 | 16 | 17 | 18 | 19 | 20 | 21 | 22 | 23 | 24 | 25 | 26 | 27 | 28 | 29 | 30 |
| - | - | - | - | - | - | - | - | - | -- | -- | -- | -- | -- | -- | -- | -- | -- | -- | -- | -- | -- | -- | -- | -- | -- | -- | -- | -- | -- |

### 2 november
- Henri De Cocker (70), Belgisch kunstschilder
- Karel van der Meer (73), Nederlands scheidsrechter

### 3 november
- Bernard Hermesdorf (84), Nederlands rechts- en cultuurhistoricus

### 4 november
- Emmanuel Jadot (74), Belgisch politicus

### 6 november
- Heiri Suter (79), Zwitsers wielrenner

### 8 november
- Cor Luiten (49), Nederlands voetballer
- Norman Rockwell (84), Amerikaans kunstschilder en illustrator

### 9 november
- Hans Nagel (52), Duits beeldhouwer

### 10 november
- Theo Lingen (75), Duits acteur en regisseur

### 14 november
- Sigismund van Pruisen (81), prins van Pruisen

### 15 november
- Margaret Mead (76), Amerikaans cultureel antropologe

### 16 november
- Cor Bruijn (95), Nederlands schrijver

### 18 november
- Jim Jones (47), Amerikaans sekteleider
- Leo Ryan (53), Amerikaans politicus

### 20 november
- Giorgio de Chirico (90), Grieks-Italiaans schilder

### 23 november
- Hanns Johst (88), Duits toneelschrijver

### 24 november
- Wilhelm Adam (85), Oost-Duits politicus
- Warren Weaver (84), Amerikaans wiskundige

### 26 november
- Cees Meuwese (72), Nederlands geestelijke
- Fatima Massaquoi (65), Liberiaans onderwijspionier

### 27 november
- Harvey Milk (48), Amerikaans politicus en homorechtenactivist
- George Moscone (49), Amerikaans burgemeester
- Isaac Julius Tamaëla (63), Zuid-Moluks leider

### 29 november
- Jan Zeegers (76), Nederlands atleet

## December

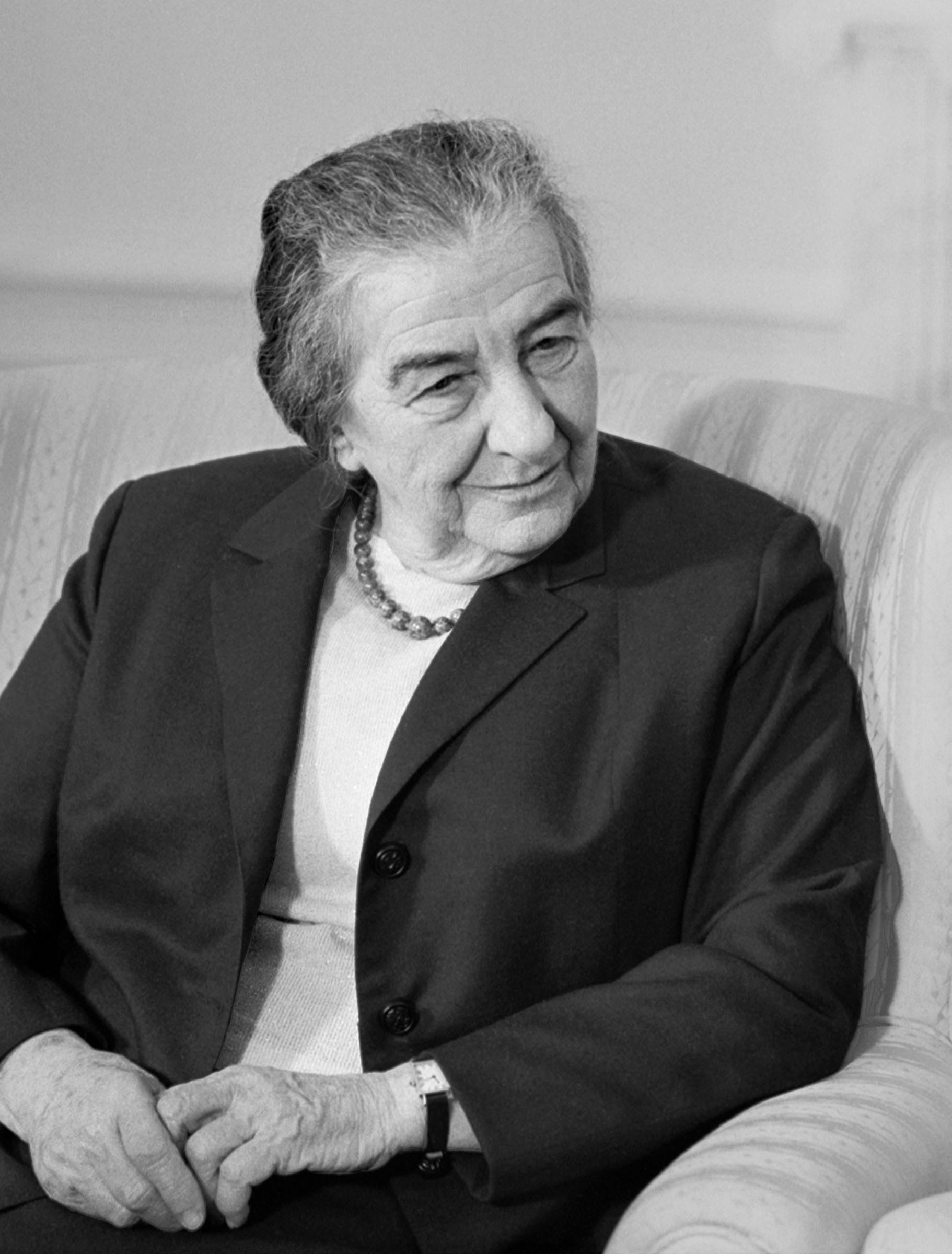
Golda Meïr
8 december

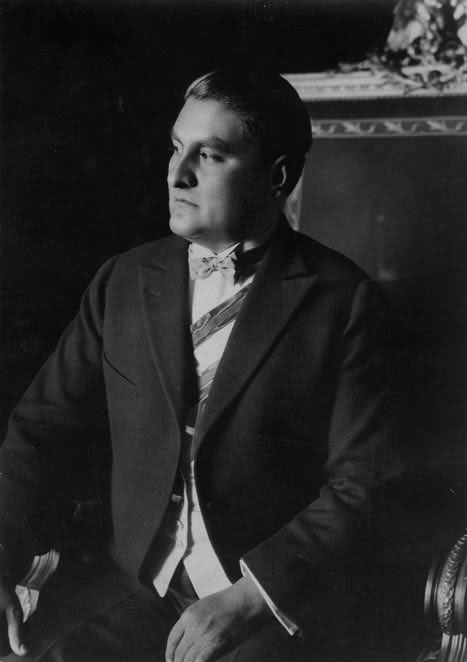
Emilio Portes Gil
10 december

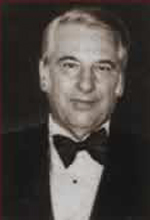
Raúl Alberto Lastiri
11 december

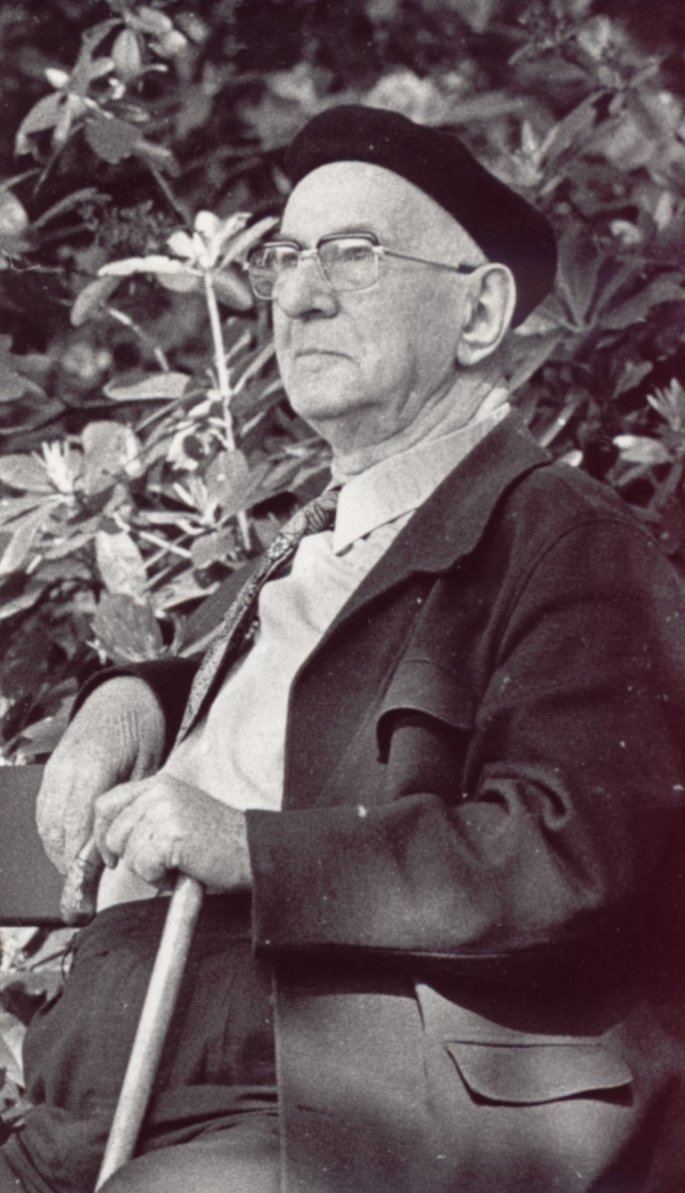
Jan ten Berge
23 december

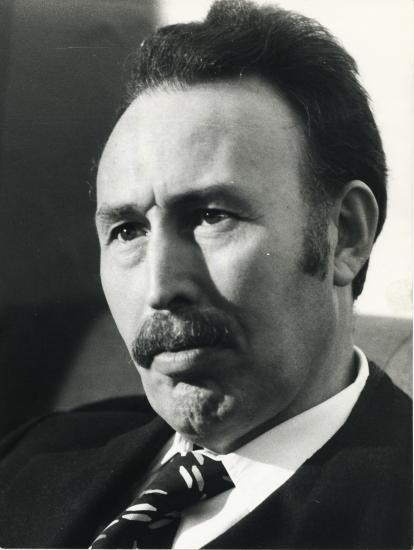
Houari Boumédienne
27 december

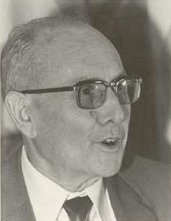
Alexandre Deulofeu
27 december

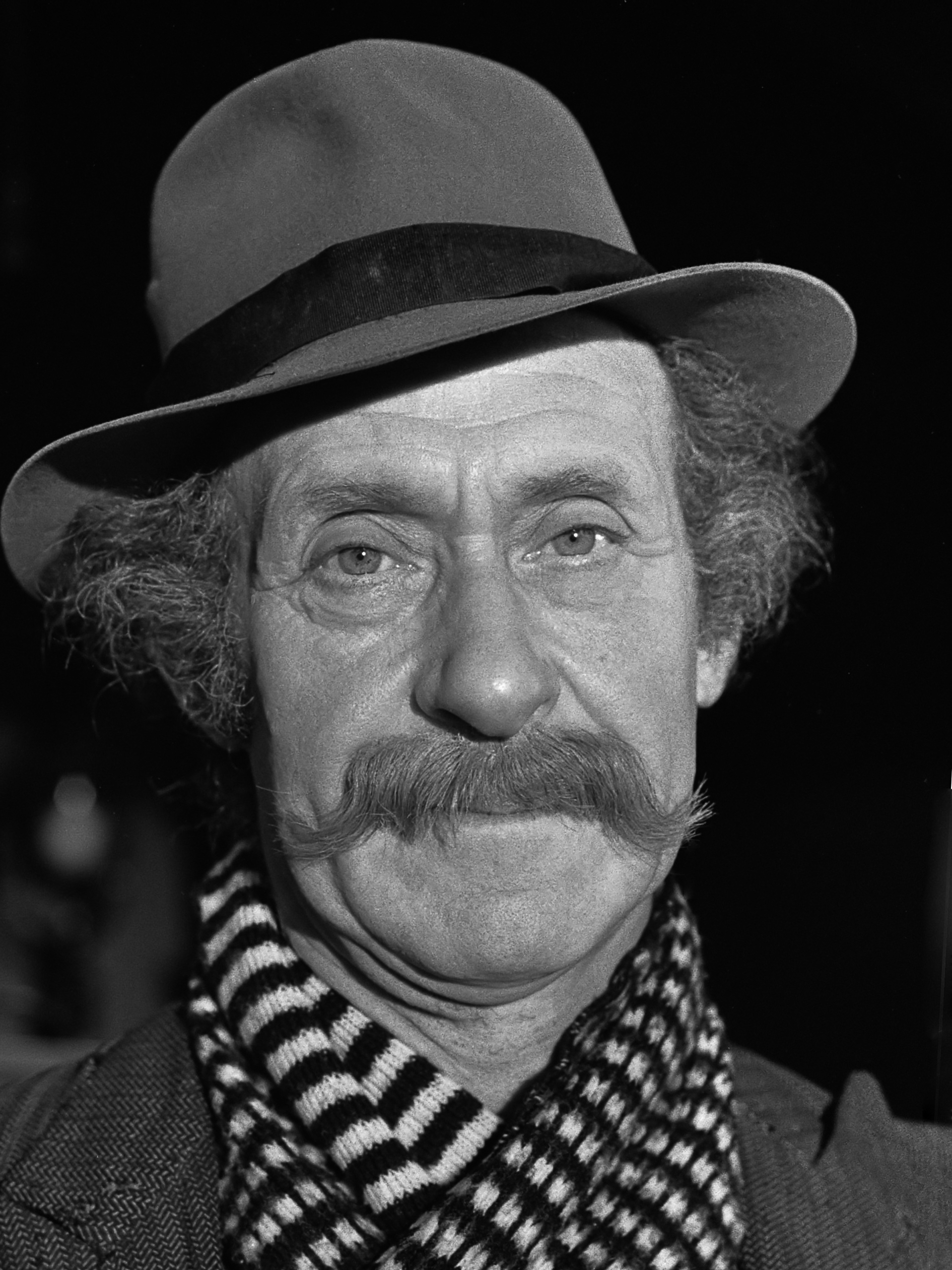
Bob de Lange
27 december

| 1 | 2 | 3 | 4 | 5 | 6 | 7 | 8 | 9 | 10 | 11 | 12 | 13 | 14 | 15 | 16 | 17 | 18 | 19 | 20 | 21 | 22 | 23 | 24 | 25 | 26 | 27 | 28 | 29 | 30 | 31 |
| - | - | - | - | - | - | - | - | - | -- | -- | -- | -- | -- | -- | -- | -- | -- | -- | -- | -- | -- | -- | -- | -- | -- | -- | -- | -- | -- | -- |

### 2 december
- Benoît Franssen (85), Nederlands componist

### 3 december
- William Grant Still (83), Amerikaans componist

### 4 december
- André Dua (64), Belgisch politicus
- Samuel Goudsmit (76), Nederlands-Amerikaans natuurkundige

### 5 december
- Frans Kollerie (70), Nederlands politieman
- Edmond Machtens (76), Belgisch politicus

### 7 december
- I. Stanford Jolley (78), Amerikaans acteur

### 8 december
- Golda Meïr (80), Israëlisch politicus
- Grard Sientje (85), Nederlands dorpsfiguur

### 10 december
- Emilio Portes Gil (88), Mexicaans politicus
- Edward D. Wood jr. (54), Amerikaans regisseur, acteur en scenarioschrijver
- Setsuo Tsukahara (57), Japans componist

### 11 december
- Arie Halsema (68), Nederlands schrijver en illustrator
- Raúl Alberto Lastiri (63), Argentijns politicus
- Vincent du Vigneaud (77), Amerikaans biochemicus

### 13 december
- Frits Slomp (80), Nederlands predikant en verzetsstrijder

### 14 december
- Salvador de Madariaga (92), Spaans diplomaat, historicus en schrijver

### 16 december
- Blanche Calloway (74), Amerikaans jazzzangeres en bigbandleider
- Harold Lasswell (76), Amerikaans socioloog en psycholoog
- Ernst Maisel (82), Duits militair leider

### 17 december
- Joseph Frings (91), Duits kardinaal
- Henk Lunshof (74), Nederlands journalist en auteur

### 18 december
- Harold Lasswell (76), Amerikaans socioloog en psycholoog

### 19 december
- Moss Christie (76), Australisch zwemmer

### 20 december
- Justin Peeters (70), Belgisch politicus
- Zdzisław Styczeń (84), Pools voetballer

### 21 december
- Roger Caillois (65), Frans schrijver, socioloog en filosoof
- Allen West (52), Amerikaans crimineel

### 22 december
- Hugo Metsers (76), Belgisch kunstschilder

### 23 december
- Jan ten Berge (86), Nederlands priester
- Max Reneman (55), Nederlands beeldhouwer, kunstschilder en tandarts

### 24 december
- Mea Verwey (86), Nederlands uitgeefster en letterkundige

### 25 december
- Raymond Braine (72), Belgisch voetballer
- Genaro Magsaysay (54), Filipijns senator
- Antoinette Raskin-Desonnay (82), Belgisch politicus
- Johannes Stumm (81), Duits jurist

### 26 december
- Bruno Vowe (74), Duits marinekapitein

### 27 december
- Houari Boumédienne (46), president van Algerije
- Alexandre Deulofeu (75), Spaans politicus en filosoof
- Bob de Lange (62), Nederlands acteur

### 28 december
- Hernando Ocampo (67), Filipijns schrijver en kunstschilder

### 30 december
- Jacob Heimans (89), Nederlands plantkundige

### 31 december
- Bernard Faÿ (85), Frans historicus

## Datum onbekend
- Douglas Fox (85), Brits pianist (overleden in september)
- Anton Hörburger (92), Nederlands voetballer (overleden in maart)
- John T. Warrington (67), Amerikaans componist (overleden in december)
- Gregorius de Wit (ong. 86), Nederlands geestelijke

1900 ·
1901 ·
1902 ·
1903 ·
1904 ·
1905 ·
1906 ·
1907 ·
1908 ·
1909 ·
1910 ·
1911 ·
1912 ·
1913 ·
1914 ·
1915 ·
1916 ·
1917 ·
1918 ·
1919 ·
1920 ·
1921 ·
1922 ·
1923 ·
1924 ·
1925 ·
1926 ·
1927 ·
1928 ·
1929 ·
1930 ·
1931 ·
1932 ·
1933 ·
1934 ·
1935 ·
1936 ·
1937 ·
1938 ·
1939 ·
1940 ·
1941 ·
1942 ·
1943 ·
1944 ·
1945 ·
1946 ·
1947 ·
1948 ·
1949 ·
1950 ·
1951 ·
1952 ·
1953 ·
1954 ·
1955 ·
1956 ·
1957 ·
1958 ·
1959 ·
1960 ·
1961 ·
1962 ·
1963 ·
1964 ·
1965 ·
1966 ·
1967 ·
1968 ·
1969 ·
1970 ·
1971 ·
1972 ·
1973 ·
1974 ·
1975 ·
1976 ·
1977 ·
1978 ·
1979 ·
1980 ·
1981 ·
1982 ·
1983 ·
1984 ·
1985 ·
1986 ·
1987 ·
1988 ·
1989 ·
1990 ·
1991 ·
1992 ·
1993 ·
1994 ·
1995 ·
1996 ·
1997 ·
1998 ·
1999 ·
2000 ·
2001 ·
2002 ·
2003 ·
2004 ·
2005 ·
2006 ·
2007 ·
2008 ·
2009 ·
2010 ·
2011 ·
2012 ·
2013 ·
2014 ·
2015 ·
2016 ·
2017 ·
2018 ·
2019 ·
2020 ·
2021 ·
2022 ·
2023 ·
2024 ·
2025